# SEAT
SEAT, S. A. (siglas de Sociedad Española de Automóviles Turismo, denominación con la que fue bautizada), es una empresa española de automóviles y de origen español. Fue fundada como empresa pública por el desaparecido Instituto Nacional de Industria el 9 de mayo de 1950.
En 1986, SEAT se privatizó y el grupo alemán Volkswagen adquirió una participación mayoritaria de la compañía, y desde entonces SEAT es una filial que pertenece al grupo Volkswagen junto a Audi, Bentley, Bugatti, Ducati, Italdesign Giugiaro, Lamborghini, MAN, Porsche, Scania y Škoda. A su vez, dentro del grupo, la sociedad SEAT se ha desarrollado en los últimos años como una compañía con dos grandes marcas: SEAT y Cupra. Más allá de los automóviles, la compañía cuenta con SEAT MÓ, su unidad de negocio de movilidad urbana y sostenible, y SEAT:CODE, su centro de desarrollo de software y soluciones digitales.
SEAT es la única compañía que diseña, desarrolla, fabrica y comercializa automóviles en España. Sus oficinas centrales se encuentran desde 1993 en el complejo industrial de la localidad española de Martorell (Barcelona), donde en 2020 se produjeron más de 350 000 vehículos y se vendieron más de 427 000. La compañía está presente en 75 países a través de una red de más de 1700 concesionarios y exportó más de 557 000 vehículos, manteniéndose como una de las mayores empresas exportadoras del país.
En 2018, SEAT lanzó su primera filial, denominada SEAT Cupra, S.A.U., comercializada con el nombre de Cupra, con logo independiente, enfocado en las versiones deportivas. También creó XMOBA Ventures, con el fin de desarrollar nuevas soluciones de movilidad urbana en las grandes ciudades, que desde 2020 pasó a denominarse SEAT MÓ. En 2021, SEAT MÓ alcanzó los 70 puntos de venta en España.

## Historia

### Origen
El 7 de junio de 1949 el gobierno publicó un decreto por el que encomendaba al Instituto Nacional de Industria (INI) la creación de la empresa. SEAT (Sociedad Española de Automóviles de Turismo) fue fundada en 1950 por el INI con el objetivo de motorizar la España de la posguerra mediante la fabricación de los automóviles italianos Fiat bajo licencia. Para su constitución se creó una sociedad con un capital de 600 millones de pesetas, de la que el INI contaba con un 51 % de las acciones, la banca española un 42 % y la empresa privada Fiat, principal fabricante de automóviles de Italia (que actuaba como socio tecnológico) el 7 % restante.
Comenzó con su actividad industrial en la planta de la Zona Franca de Barcelona. La producción comienza en mayo de 1953 con el SEAT 1400, derivado directo del Fiat 1400 de 1950. El popular SEAT 600 no llegó hasta junio de 1957 con un precio de 65 000 pesetas, unos 22.366 € de hoy (ocho veces el salario medio de la época), que bajaría en años posteriores.
La denominación "SEAT" proviene de las siglas de Sociedad Española de Automóviles de Turismo, elegido buscando una pronunciación y grafía similar a Fiat (acrónimo de Fabbrica Italiana Automobili Torino) con el fin de "nacionalizar", según la costumbre de la época, los vehículos, que por lo demás, eran derivados de sus homólogos italianos. Su primer presidente fue José Ortiz Echagüe, el ingeniero fundador de CASA, que contaba con la colaboración de tres subdirectores: Luis Villar Molina, Luis Ramírez Arroyo y Vicente Fernández-Urrutia. El Estado español mantuvo una participación importante en la sociedad a través del INI. Cuando Fiat se retiró en 1980, el Grupo Volkswagen adquirió la mayoría de las acciones de la participación del estado español en 1986, convirtiéndose en el único accionista.

### Precedentes
El interés de Fiat por establecerse en España se remonta a la adquisición de la fábrica de Guadalajara La Hispano —filial de Hispano-Suiza, que se vio obligada a desprenderse de ella durante la Segunda República—, donde se fabricaron los Fiat 514, también "nacionalizados" como Hispano-514 entre 1931 y 1935. Tras la guerra civil se creó la Sociedad Ibérica de Automóviles de Turismo (SIAT) en 1940, también con FIAT como socio tecnológico (nótese la similitud del nombre) junto con la banca privada (el Banco Urquijo) y un grupo de industrias, entre las que se encontraba Hispano-Suiza. La compañía, sin embargo, no llegó a producir modelo alguno porque el Ministerio de Industria condicionó su puesta en marcha a la participación del Estado, lo que no fue posible hasta la constitución del INI en 1941. Finalmente el INI acabó comprando Hispano-Suiza para integrarla en otra empresa nacional —ENASA, fundada años antes—, aunque los obreros especializados de Hispano-Suiza aún disponibles acabaron formando parte de la plantilla de SEAT en la Zona Franca.
Posteriormente, durante el periodo autárquico o primer franquismo, se autorizaron sociedades de capital privado para la producción de automóviles de tecnología extranjera tales como FASA, Citroën Hispania, Authi o Metalúrgica de Santa Ana, siendo anecdóticas las iniciativas particulares para la producción de automóviles de tecnología española. 
El fin del establecimiento de estas industrias, a la postre rivales de SEAT y a menudo dependientes de militares o empresarios bien relacionados con el régimen como Manuel Jiménez Alfaro o Félix Santamaría no era otro que contribuir a motorizar el país (cuyo parque no recuperaría las 200.000 unidades de 1935 hasta 1953, tras haber descendido un 60% durante la contienda y bajar la cifra de importación de vehículos de las 30.000 de preguerra a menos de 5.000 unidades en 1940) ).

### Modelos históricos
El primer modelo producido fue el 1400, una vez que se descartó la idea inicial de fabricar el Fiat 1100. El 1400 se fabricó en una amplia gama de versiones. Su producción comenzó en 1953, y terminó con la versión C de 1960, que utilizaba la mecánica del 1400 B Especial pero con la carrocería "grande" del Fiat 1800/2100, y que en 1963 cambiaría de denominación al incorporar el moderno motor del Fiat 1500, naciendo así el popular 1500, aunque este con alguna ligera modificación en su frontal.
El segundo modelo en salir de la Zona Franca fue el 600, el modelo más emblemático de SEAT, su producción comenzó en 1957 y terminó en el verano de 1973, se fabricaron 800.000 unidades aproximadamente. Fue el principal vehículo en el proceso de motorización de la clase media española, del que se fabricaron las versiones N, D, E, L Especial y otras minoritarias variantes del modelo, como su versión de 4 puertas denominada 800. Tras él, llegó a las cadenas de producción el citado 1500, auténtico referente del lujo en la España de los 60, primero con las versiones mono faro, siguiéndole después las versiones bifaro. Destacaron también las versiones diésel que utilizaban otras denominaciones, como SEAT 1800 D y SEAT 2000 D. En 1966 apareció el 850, concebido en Italia como un 600 mejorado (mejores acabados, mayores prestaciones, menores defectos, etc.), que tuvo también amplia difusión. En España apareció una inédita versión de 4 puertas ; primero fue la versión de 4p «Corto», que solo contó con 417 unidades, y posteriormente, el «Largo», que tuvo mucho más éxito, aparte de las versiones con carrocerías deportivas, los SEAT 850 Coupé, 850 Sport Coupé y 850 Sport. Este último era la versión popularmente conocido como Spider, es decir la variante descapotable.

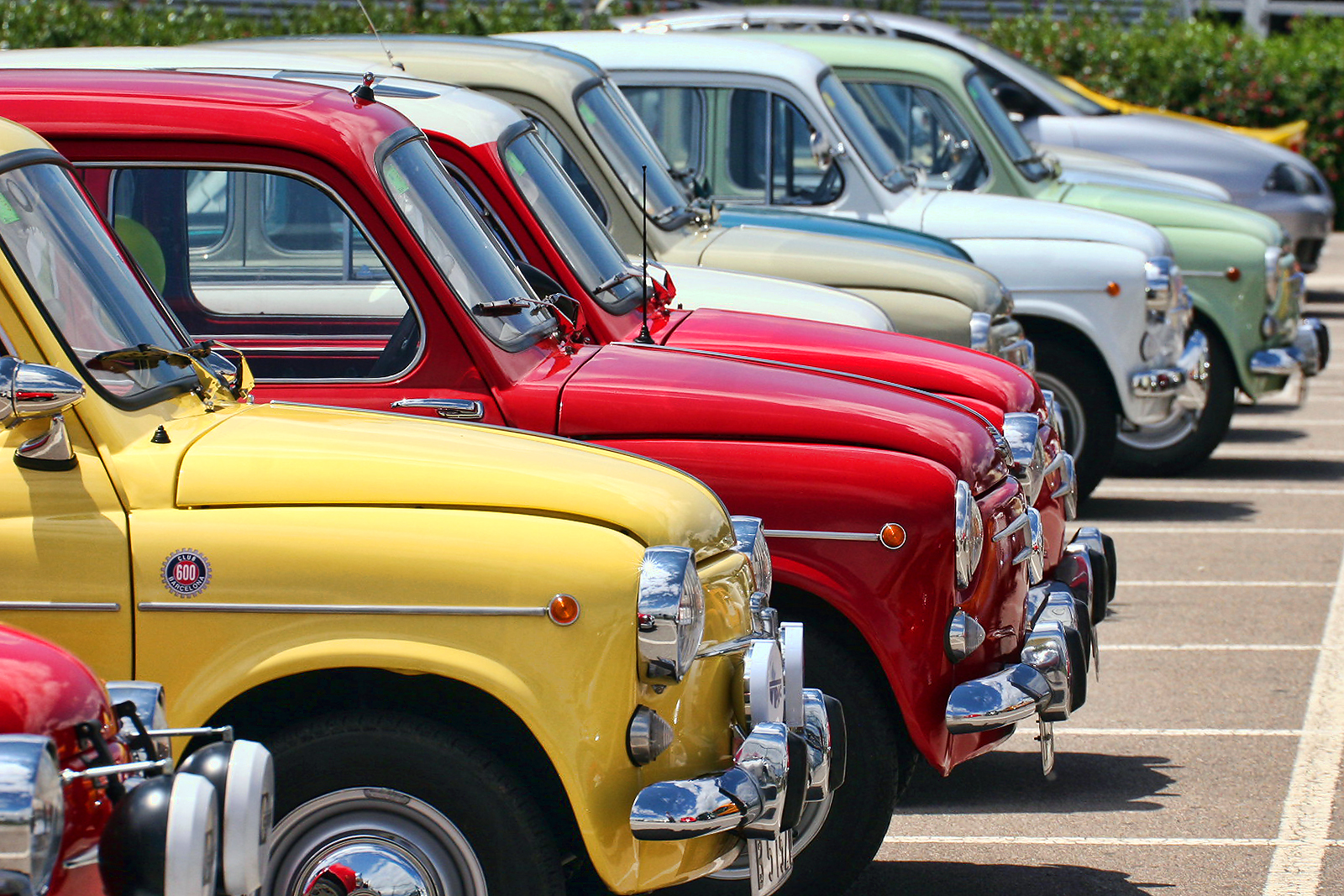
SEAT 600.
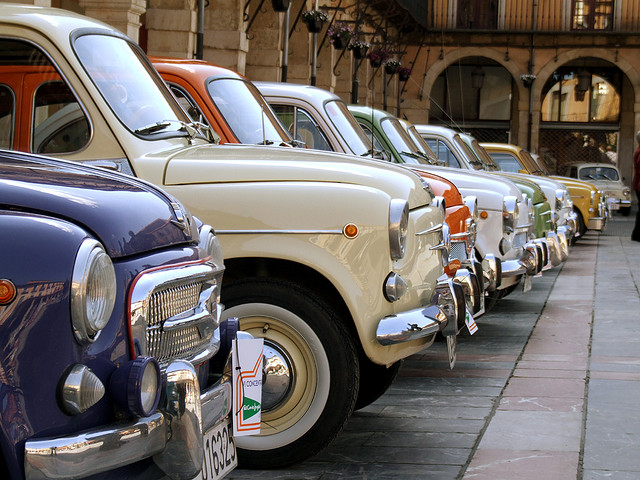
Varios SEAT 600.
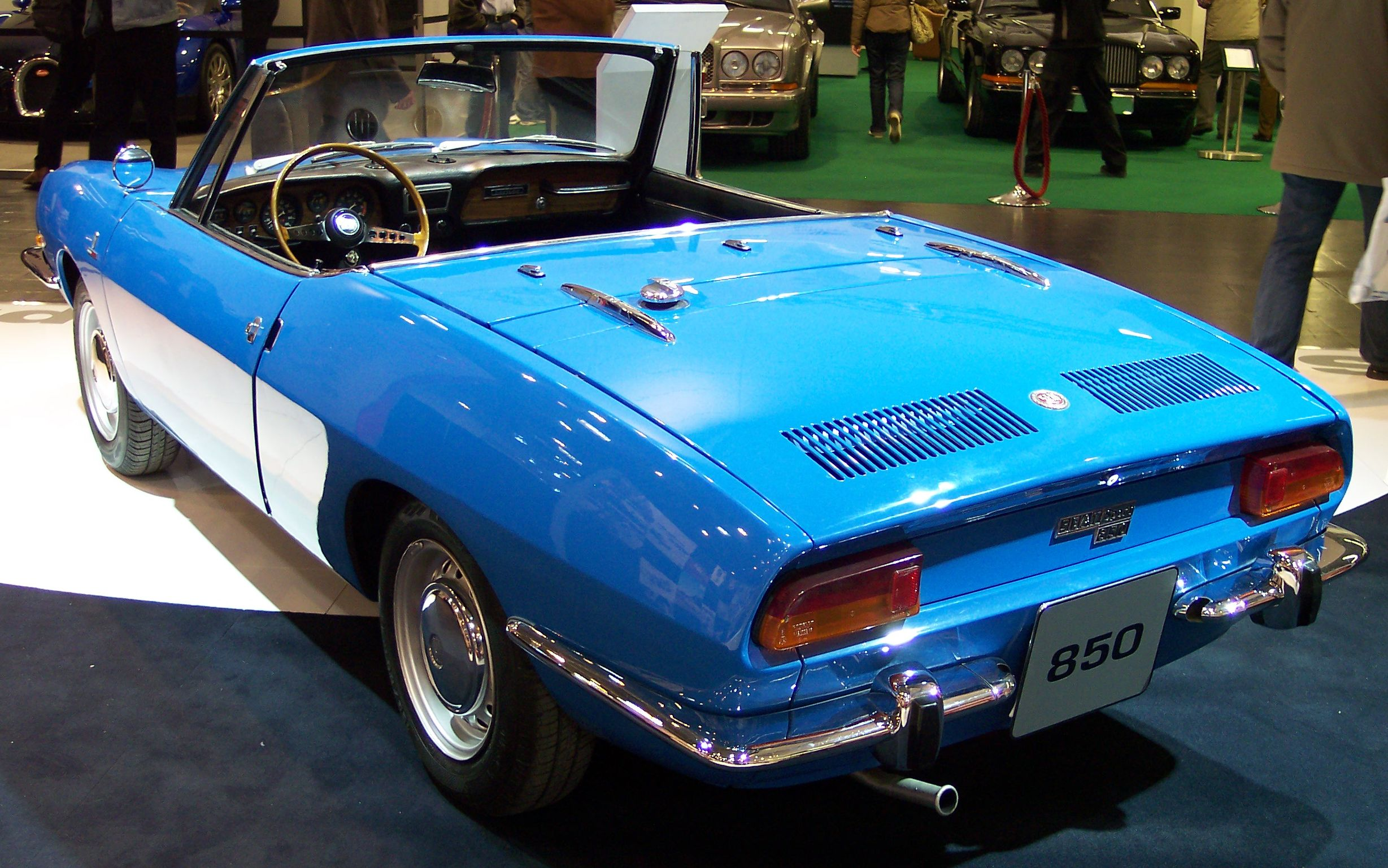
SEAT 850 Sport, popularmente conocido como "Spider".
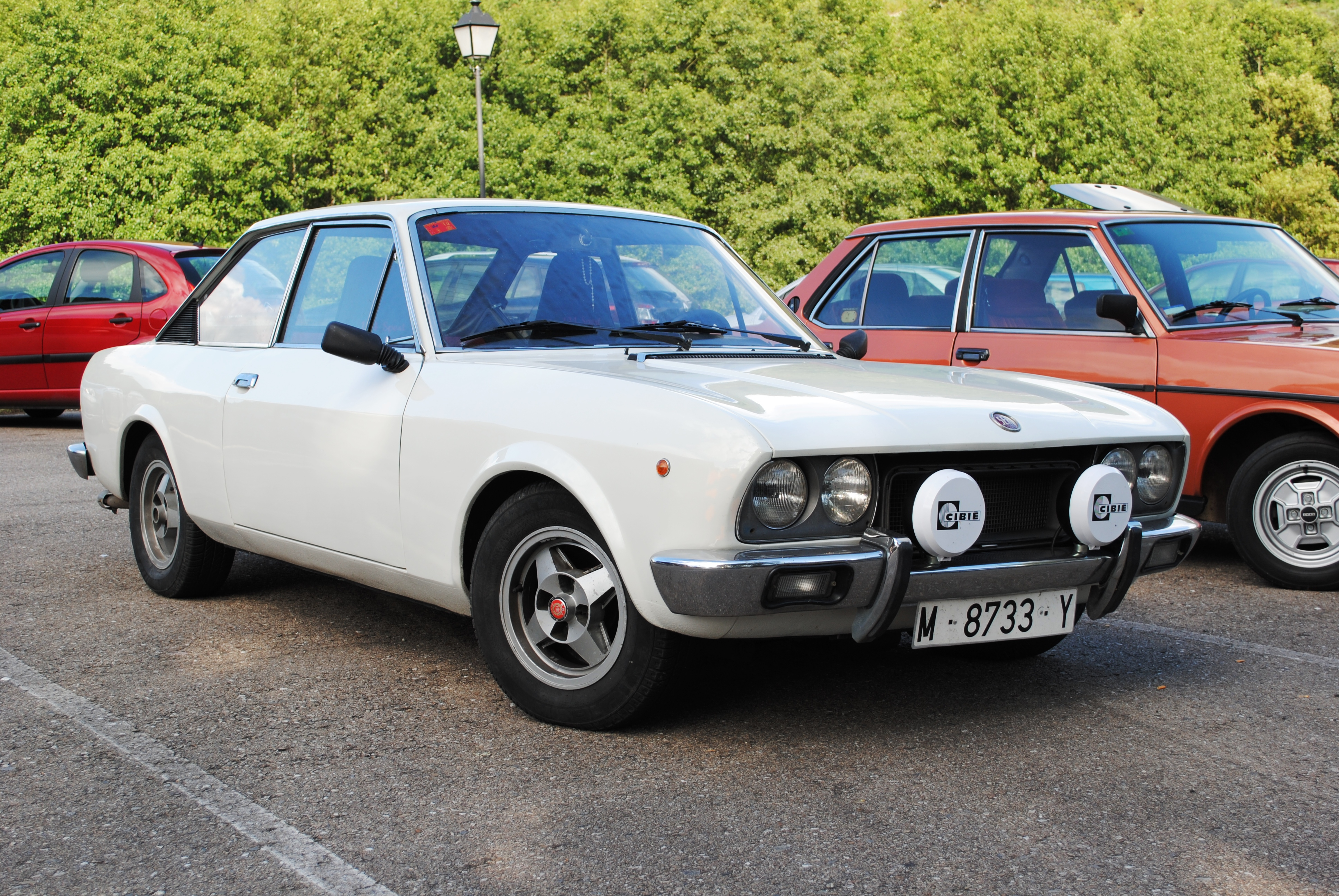
SEAT 124 Sport.

Tras el 850, llegó en 1968 desde Italia el 124, Coche del Año en Europa, que fue muy significativo, no solo en la historia de SEAT, sino también en el mundo del motor español y mundial. Su motor de 1.197 cm³, sus 60 CV, sus más de 140 km/h de velocidad máxima y su amplia carrocería lo convirtieron en la primera auténtica berlina familiar española, además también contó con una segunda carrocería familiar, las denominadas rancheras de la época. Su gran éxito hizo que estuviese 12 años en producción en dos etapas principales, (en la primera con la serie faro redondo (1968-1975) y en la segunda con la serie faro cuadrado Pamplona - (1975-1983). Fue el modelo que sirvió de base para posteriores como el 1430, aparecido en 1969, y de una categoría superior al 124. Su motor de 1.438 cm³ rendía 70 CV. También se realizaron versiones con carrocerías más deportivas los 124 Sport, de 2 puertas, con motores 1600 y 1800 de doble árbol de levas en cabeza (DOHC); un exponente del glamur de la época.
1973 fue un año memorable para SEAT con la llegada de los motores bialberos o biárbol (doble árbol de levas), que le proporcionó numerosos éxitos a la marca. Tenía básicamente dos versiones: 1600 y 1800; ambas motorizaciones se montaron por primera vez en España en el modelo que sustituía al 1500, el 132, el automóvil más lujoso fabricado por SEAT hasta 1980. Más adelante llegarían otras versiones como la 2000 que era la motorización más alta de la época. 
En 1972 tuvo lugar otro de los grandes momentos de SEAT, con la llegada del modelo 127 (1972-1985), primer modelo con tracción delantera. Fue fabricado hasta en tres series diferentes, la última de las cuales, rediseñada, fue el « Fura » y « Fura Dos » destinada a la exportación, que llegó a tener una versión « Crono » de gran rendimiento con el mítico motor 1430. Para la fabricación de las juntas homocinéticas que la tracción delantera precisa, SEAT levantó en Galicia una fábrica específica — Indugasa —, cuyo capital compartía con Citroën Hispania. Además, a diferencia de Italia, el 127 sí contó con una versión de 4 puertas, diseñada en España y ampliamente exportada.
En 1974, ante el cese de producción del 850 y del 600, se lanzó el 133, un modelo desfasado ya en su nacimiento, pero que tuvo éxito entre los nostálgicos de los "todo atrás", modelo que se exportó como Fiat y se fabricó en Argentina y Egipto. En 1975 llegó el 131 en sustitución del 1430, que se mantuvo en producción hasta 1982 marcando otro hito. Desde su aparición — cuando el 124 Pamplona se había convertido en el berlina más popular — los compradores llegaron a disponer de toda una gama de vehículos de tipo berlina, contando desde entonces con el 131 como berlina de la gama media - alta y el 132 en la gama alta, dándose por terminada la época de la motorización acelerada, cuando había que apuntarse a listas de espera hasta que meses después se le asignase un SEAT 600.
En 1976 apareció el 1.200 Sport y después su versión más potente, el Sport 1430, conocidos popularmente como SEAT Bocanegra. Era un deportivo con la base del 127 y mecánica del 124 concebido en España por Inducar, y a quien la llegada del 128 perjudicó en cierta forma; el coche presentó unos problemas de estabilidad que disminuyeron sus ventas, y que según alguna revista del motor se debieron a que el trabajador encargado de establecer la situación de unos agujeros de anclaje de dirección y suspensión lo hizo con un desplazamiento de 18 mm sobre la situación diseñada por los ingenieros, lo que producía reacciones extrañas en el uso diario. 
En 1979 se lanza el « Ritmo », de vanguardista diseño, el cual fue sustituido en 1982 por el «Ronda» ante los problemas con Fiat. La empresa japonesa Honda demandó a SEAT por la similitud del nombre del modelo Ronda con su propia marca, llegando a un acuerdo comercial por el cual SEAT dejaría de fabricar el Ronda en 1986, sin que Honda intercediese en su comercialización en esos años.
También en 1979 se comienza con la fabricación de los Lancia Beta de SEAT, en versiones Coupé y HPE liftback, en la factoría que tenía en Landaben (Pamplona), que fueron equipados con el motor de dos litros utilizado en el 132, con una cilindrada algo reducida frente a sus homólogos italianos por razones fiscales, y que supusieron un sustituto civilizado ya con tracción delantera y suspensión independiente a las "locas" (124 Sport) apodados así por el comportamiento que imponía su concepción (tracción trasera y eje rígido).
En 1980 se había lanzado el Panda, que a partir de 1986, bajo la denominación de «Marbella», siguió su senda de éxitos hasta 1997. En 1984, ya bajo supervisión de Volkswagen (en general, VAG), se lanzó el «Ibiza», con numerosas motorizaciones System Porsche de nuevo desarrollo (1.2, 1.5 y 1.7) y una variante diésel (1.7) de origen Fiat, y que convivió algún tiempo con el Fura. Le seguiría a finales de 1984 la aparición del «Málaga», un vehículo sedan derivado del Ronda, el cual tenía ciertos rasgos de diseño similares al Ibiza I sobre todo en la parte frontal, para dar imagen de marca. En 1991 se lanzó el « Toledo » la primera berlina de tipo liftback de SEAT y el primer automóvil desarrollado en cooperación con el Grupo Volkswagen, compartiendo varios elementos, que van desde la plataforma, detalles como la instrumentación y la utilización de las motorizaciones ya procedentes de Volkswagen, lo que supuso un gran salto de calidad, para relanzar la marca.

### Alianzas y preparadores de SEAT
SEAT tuvo alianzas con múltiples empresas de carrocerías que realizaban preparaciones, transformando diversos modelos de SEAT. Algunos quedaban como ediciones limitadas, y otras como ejemplares únicos o prototipos.
- Siata Española S.A.: La empresa tarraconense Siata Española desarrolló principalmente carrocerías especiales para SEAT, unas bajo licencia italiana, y otras de diseño propio. Entre sus creaciones derivadas del SEAT 600 podemos destacar con motor modificado hasta los 750cc (más potencia, gracias a unos nuevos pistones), el Siata Ampurias, con una carrocería de tres volúmenes, el Siata Turisa con carrocería spider, el Siata Tarraco con carrocería coupé de cuatro plazas con motores de 750cc o 850cc y las 2 carrocerías de tipo furgón la Formichetta y la Siata Minivan.[17]

- Carrocerías Galobart: situado en Barcelona en el barrio de Les Corts, creó un pequeño deportivo: el SEAT 600 GABOR.

- Serra: El carrocero catalán Pedro Serra, realizó muchísimas modificaciones en vehículos SEAT; en (1959) SEAT 1400 cabriolet by Pedro Serra, SEAT 1400 C Sport Prototipo, SEAT 1400 Sedan, (1960) SEAT 1400 A Sport Spider, SEAT 1400 Coupé, (1961) SEAT 600 Cabriolet (1967) SEAT 600 Speedwell Coupe, (1971) Salón de Barcelona, SEAT 1430 Cabrio y SEAT 1430 Coupé, (1972) SEAT 124 Sport Cabrio, (1973) SEAT 124 Sport Coupé, SEAT 132 Serra, SEAT 127 Serra, etc. También realizó preparaciones de SEAT dentro de la empresa Corver como el SEAT 600 Corver Serra con una serie limitada de 16 unidades (1964), 1500 Coupé con una edición limitada de 2 unidades (1965) “SEAT 600-1000 Corver Cabriolet”(1965) y por último para el Salón de Barcelona de 1966, Serra recibió el encargo de Corver de una nueva carrocería descapotable sobre la base del SEAT 600 con mecánica potenciada que quedaría como prototipo.[18]

- DDauto: (Desarrollo de Automoción) modificó algunos modelos de la marca, potenciando sus características deportivas, como el 124 DDauto, el 1430 Especial 1800 DDauto, y 127 DDauto.

- Costa ( posteriormente Inducar): Carrocerías Costa de Tarrasa se dedicó a carrozar camiones y a fabricar motocarros, siendo a partir del apoyo de SEAT a principios de los sesenta cuando centra todo su trabajo en la transformación del SEAT 600 en SEAT 800 y del SEAT 850 en una berlina de cuatro puertas. Ya por su cuenta fabricó las furgonetas SEAT Costa, semejantes a la Formichetta de Siata, aunque con algunas diferencias de diseño en la altura de la caja, apertura del capó y otros pequeños detalles. También hicieron un 1500 Coupé que era una versión de 2 puertas de la berlina normal.

En 1972, siendo ya Inducar (Industrial de Carrocerías, Sociedad Cooperativa), desarrolló el diseño del SEAT 1200 Sport. Inducar también tuvo un gran proyecto, el 1430 Coupé Inducar que era una versión de dos puertas de dicho modelo, que al final SEAT descartó.

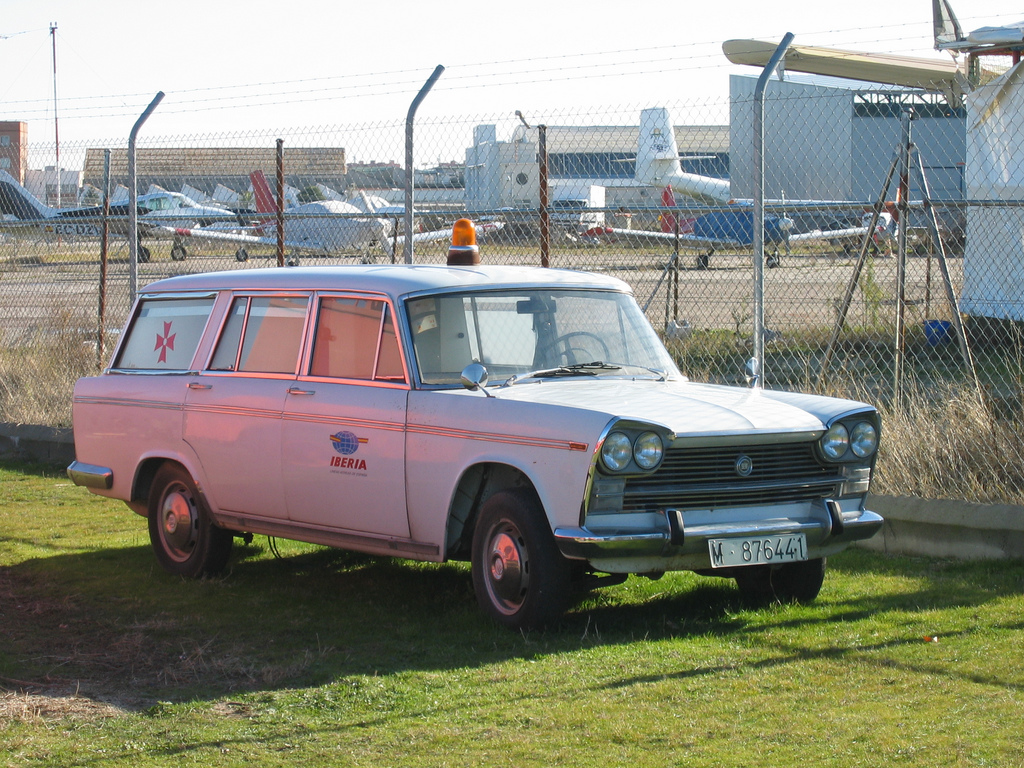
SEAT 1500 adaptado como ambulancia.
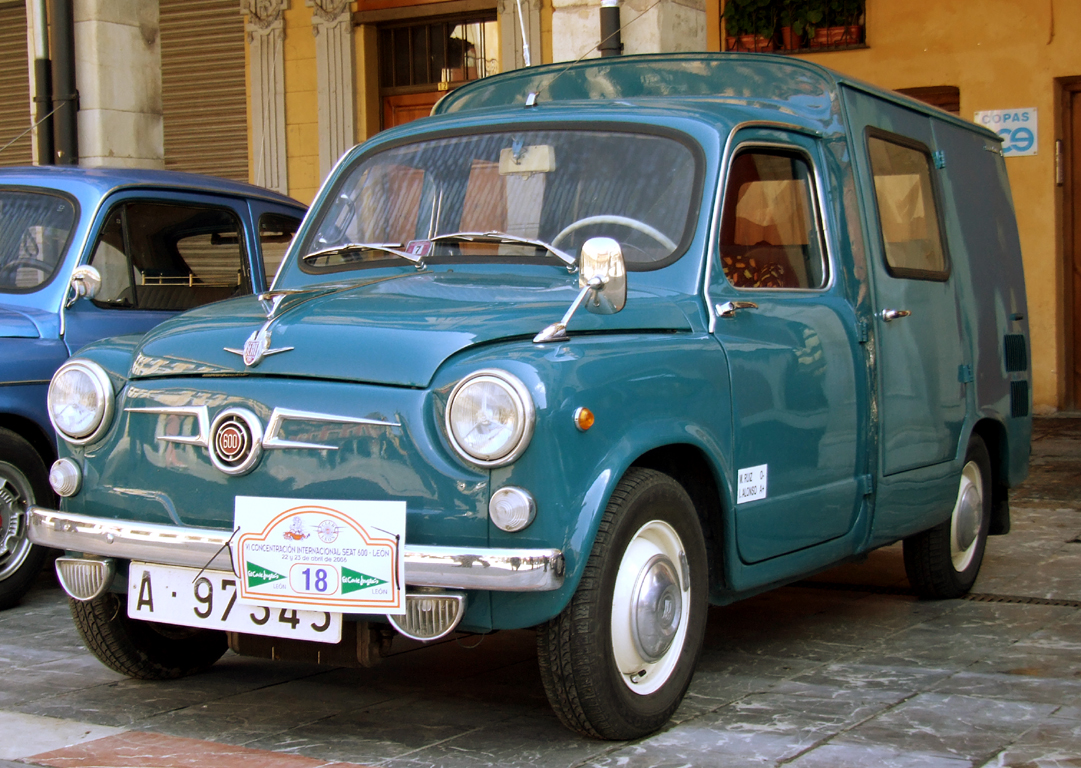
SEAT Formichetta.
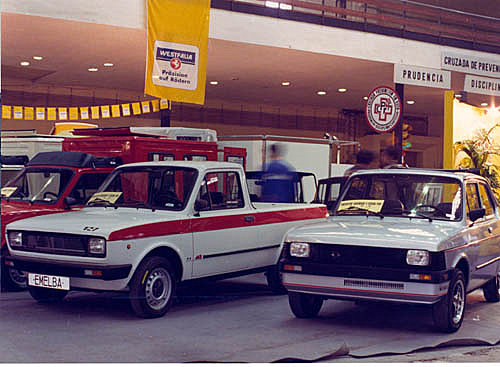
SEAT Emelba 127 Pick Up y Elba.
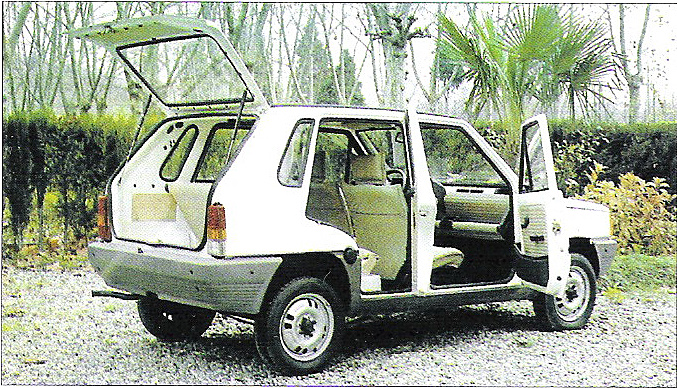
SEAT Panda Emelba 5 puertas.

- Abarth: es una empresa Italiana filial de Fiat que hace preparaciones con unos kit tipo competición, en la época en que SEAT formaba parte del grupo Fiat. Compartió algunas de estas preparaciones, e incluso se le hizo alguna propia. Destacan los SEAT 600 Abarth, 131 Abarth, 127 2ª serie Abarth, Panda Abarth y el Fura Crono Abarth.

- Astesa: Era una firma catalana que desarrollaba prototipos, entre los cuales realizó en la década de los 80 una saga de SEAT asimétricos, destacando el Ronda asimétrico y el Ibiza I (sedán y familiar) entre otros.[19]

- Imesa: Esta empresa gallega se dedicó a las máquinas recreativas, pero desde mediados de los 80 fabricó una pick-up biplaza con carrocería de fibra, basado en el SEAT Ronda / SEAT Málaga L o D (1714 cm³ y 55 CV). Montaban los pilotos posteriores del SEAT Panda y podían llevar un techo de fibra para cerrar la zona de carga.

- Iresa (International Racing Engineering): Conocida comúnmente como IRESA, es una empresa catalana dedicada a hacer elementos de automoción que mejoraban el rendimiento del automóvil, como kit de escapes, carburación,etc…. Muchos de estos elementos mejorados se les incluyó a los SEAT 1200, 127 y 128.

- Emelba: Era un pequeño fabricante catalán con factoría en la población de Arbucias, que producía derivados comerciales basados básicamente en varios modelos de SEAT: Póker (basado en el SEAT 127), Elba (basado en el SEAT Ritmo), bajo el SEAT Ronda mini - autocaravana presentada en 1986 y una versión de 7 plazas del Ronda. Como prototipo también desarrolló un monovolumen con 7 plazas llamado Emelba Siete, basado en el SEAT Ibiza de la primera generación, y muchos más proyectos que no salieron a la luz debido a la desaparición de la marca.

- Mirsan: Se dedicaba a hacer carrocerías para ambulancia y coches fúnebres. La empresa estaba en Játiva, Valencia. Posteriormente, la empresa cambia de nombre a Cótex.[20]

- Carrocerías PV: Empresa dedicada a la modificación de turismos para su transformación a ambulancias o vehículos fúnebres principalmente. Entre los vehículos SEAT destaca el SEAT 132 alargado.

- La firma Hispano Alemán, fabricó un vehículo llamado Mallorca entre los años 1971/1976, estando dotado de los elementos mecánicos procedentes de SEAT, entre ellos el acreditado motor 1430 que SEAT montaba en los coches que fabricaba en aquella época, y en algunas unidades se colocó otro motor famoso de SEAT; el 1800 "Bialbero". Aparte de los elementos mecánicos, algunas unidades también lucían los mismos pilotos posteriores del SEAT 1430.

- Carrozauto: Conocida empresa madrileña en el círculo del automóvil, creó una variante del SEAT 600 conocido como Gredos 600 Sport, un vehículo playero con la modificación de la carrocería realizada en estratificado de resina poliéster y fibra de vidrio.

Los trabajos de carrocerías realizados quedan en kits de estética deportiva, tapicerías exclusivas y reprogramaciones de motor. Por mencionar algunos preparadores importantes que realizan estas preparaciones están: JE Design y Revo.
Debido a esta moda de personalización, SEAT tiene sus propios kits de carrocería para casi todos sus modelos como accesorios originales.

## La salida de Fiat y la entrada de Volkswagen

### Los acuerdos de fabricación
Superado el aislamiento internacional posterior a la guerra civil, comienza en España un periodo de industrialización conocido como autarquía, caracterizado por la creación de empresas públicas, las "Empresas Nacionales", para la producción de bienes de equipo en España con un máximo de componentes de fabricación doméstica.
En este contexto se crearon SEAT y ENASA con el objetivo de surtir de automóviles de turismo y pesados a un parque móvil obsoleto, que había llegado a disminuir en un 40% al final de la guerra civil y que se nutría de las escasas importaciones posibles hechas en valiosas divisas.
Para su constitución, se había creado una sociedad de la que el INI y la banca española contaban con la mayoría de las acciones y Fiat poseía el 7%, mediante una fórmula que luego Fiat utilizaría profusamente; los llamados accordi di fabbricazione.
En estos acuerdos Fiat era el "socio tecnológico" que obtenía un retorno a través de royalties. Los acuerdos se pusieron en práctica a lo largo y ancho del mundo y en todo tipo de economías, desde democracias europeas como Austria -Steyr-Daimler-Puch- o Francia -SAFAF/Simca, a países en vías de desarrollo como Argentina -Fiat Concord-, economías planificadas (Unión Soviética -AvtoVAZ-, Polonia-FSO- o Yugoslavia -Zastava) o gobiernos autoritarios (España, Turquía -TOFAŞ- o Corea del Sur-Asia Motors-).
En muchas de estas sociedades la matriz Fiat mantenía escaso o nulo control accionarial como ocurrió inicialmente con SEAT. Sin embargo con el paso de los años y la apertura del régimen el control llegó a ser del 37%, allanando el camino para una futura integración.
Los acuerdos evolucionaron a medida que el país avanza de la autarquía al desarrollismo. Con los acuerdos de 1967 y 1970, el INI consigue, a cambio de ampliar la participación de Fiat y de desgravaciones fiscales, dos de sus objetivos estratégicos: el permiso de exportación y la autonomía para modificar los modelos Fiat con la creación del Centro Técnico de Martorell, que desarrollaría el SEAT 133 y el SEAT 1200 Sport.
Estos modelos y sobre todo los fabricados para Fiat (el 127 4 puertas y 131 Familiar en exclusiva, los 600 y 850 tras su cese de fabricación en Italia o los 131 de la Zona Franca complementando a los de Mirafiori), permiten el despegue de las exportaciones, que a mediados de los 70 llegan ya a un 20%, favorecidas por la coyuntura laboral en Italia y el por el Tratado Preferencial con la CEE. Las unidades destinadas a la exportación eran comercializadas a través de la red Fiat y seguían las especificaciones de la gama italiana, aunque montaban el logo "FIAT, costruzione SEAT" en alusión a su origen.
La segunda mitad de los setenta, sin embargo, presenta un acusado cambio de ciclo, con una caída de ventas ya patente en 1974 debida a la crisis del petróleo. En este contexto, ante en anuncio de la multinacional estadounidense General Motors de su intención de hacerse con los activos de Authi, siguiendo la estela de Ford (que había obtenido autorización para fabricar el Ford Fiesta a partir de 1976 en condiciones muy ventajosas)., se cierra la compra de la Planta de Lanbaden.
De este modo, la dirección de SEAT acuerda con Fiat y con el gobierno español el mantenimiento de la actividad y los puestos de trabajo de la desaparecida Authi, cerrando el mercado español a nuevos actores a cambio de facilitar la integración de SEAT en el grupo Fiat, permitiendo su participación mayoritaria en el accionariado.

### El preacuerdo de integración
Con la llegada de la democracia a España, el INI, heredero de las viejas empresas nacionales, decide vender o cerrar las empresas públicas deficitarias - entre las que SEAT había pasado a estar en muy pocos años - en un proceso que se denominó "reconversión industrial", cuyo cometido era adaptar la industria creada en el desarrollo de los 60 a una industria de libre mercado que compitiera directamente con el resto de Europa.
En este clima se inicia la negociación, no exenta de tensiones y presiones políticas, para que Fiat continúe con la integración de la marca. La situación de partida era provechosa para ambas empresas en función de unas interacciones crecientes: desde el final de la autarquía se había vuelto a montar casi un 30% de componentes de origen italiano y por su parte SEAT producía carrocerías en exclusiva para Fiat — los "Fiat Fabricación SEAT" —. Sin embargo, la situación económica del país y de la propia SEAT dificultaba el proceso; la renovación de la competencia y la aparición de nuevos actores — en particular el exitoso Ford Fiesta — supuso una importante caída de cuota de mercado, ya preconizada por la familia Agnelli ante su apertura. Junto a ésta, la política de fijación de precios en respuesta a la inflación galopante y la situación de la empresa, con 32.000 empleados (contando con el exceso de capacidad añadido de Landaben) y unas pérdidas de cerca de 20 000 millones de pesetas, hacían imprescindible una reorganización con un fuerte costo económico y social, que el Estado español en plena transición no estaba dispuesto a asumir en solitario.
Sobre estas bases, se firma en abril de 1979 el "preacuerdo de integración", a partir del cual el control de la empresa pasa fugazmente a manos de directivos italianos y se prevé la próxima integración en el grupo Fiat a partir de junio del siguiente año.
Mientras, en la multinacional italiana sumida por entonces en su propia crisis y particularmente en sus sindicatos y en el PCI, empieza a surgir la idea de que pasar de la tradicional política de acuerdos a invertir en la recapitalización de SEAT para producir fuera de Italia y de la CEE, ponía en peligro puestos de trabajo en Italia y a la propia matriz. Con la presión recibida desde Italia, la futura integración en el Mercado Común sin aclararse y el mercado abriéndose cada vez más (Nissan ya estaba en conversaciones con Motor Ibérica, y el mismo abril de 1979 se autoriza finalmente la instalación de General Motors en Figueruelas). Fiat decide no seguir con los plazos fijados por el preacuerdo, y anuncia que se desvincula de la recapitalización al negarse a desembolsar los casi 3000 millones de pesetas de la segunda ampliación de capital, vendiendo sus acciones al INI al precio simbólico de 1 peseta, en lo que en España se llamó "el plante" de Fiat.

### El acuerdo de colaboración y la demanda de Fiat
Al quedar SEAT sin un socio tecnológico, puesto que la división de investigación y diseño estaba en Fiat, y tras la amenaza del gobierno español de llevar a la multinacional italiana ante el Tribunal Internacional de París por incumplimiento del preacuerdo, se fuerza la consecución de un nuevo acuerdo amistoso con Fiat que permita una continuidad a la marca española y evite la guerra comercial de las dos marcas comercializando los mismos modelos; es el llamado "acuerdo de colaboración".
Mediante este acuerdo, en la parte económica, Fiat se retira del accionariado y SEAT reduce los royalties a pagar por cada vehículo fabricado bajo licencia. En cuanto a la cooperación técnica, industrial y comercial, el acuerdo confirma los contratos anteriores que regirán hasta 1986; para el mercado español, SEAT podía seguir comercializando los SEAT 127, SEAT Panda, SEAT Ritmo y SEAT 131, así como el desarrollo de futuros modelos basados en estos. Paralelamente se empieza a crear imagen de marca independiente con el nuevo logotipo con un diseño de aspecto tecnológico de la consultora estadounidense Landor Associates, que buscaba transmitir modernidad y dinamismo evocando vagamente los segmentos de un pistón; consistente en una letra "S" con unas líneas centrales que también da sensación de representar la huella de un neumático, atravesando el logo, se estrenó en toda la gama a partir de 1982.
Para el mercado exterior, Fiat se compromete a seguir exportando los Fiat fabricados por SEAT — básicamente el Fiat 127 5 puertas y 131 Familiar — hasta 1985 (unos 100.000 automóviles en 1981 y 1982 y 60.000 en los tres años posteriores), mientras que a partir de 1983 SEAT podrá exportar paralelamente "sus propios productos desarrollados sobre base Fiat" en una red comercial propia; este matiz es importante, porque Fiat solo admite la venta por parte de SEAT de sus propios productos diferenciados de los originales Fiat. Concretamente, el punto 5.1 del acuerdo, largamente gestado en diferentes borradores, recoge que "en el supuesto de que SEAT proceda a restilizar los modelos Ritmo, 127 y 131 mediante restyling de su carrocería, utilizando los grupos mecánicos de los actuales modelos objeto de licencia Fiat Auto, el citado restyling se referirá no solamente a elementos de acabado interno y externo, sino también a elementos significativos de panelería externa".
Así, Fiat demandó a SEAT ante la aparición de las fotografías del catálogo publicitario del SEAT Ronda. El pleito se centró en si los cambios eran "significativos" o "no significativos" al no afectar suficientemente a la panelería, donde los cambios fueron mínimos, y estimar Fiat que lateralmente el origen del coche era reconocible.
Finalmente el Pleno de la Corte Internacional de Arbitraje desestimó los argumentos de Fiat, permitiendo la comercialización del Ronda en todo el mundo. El argumento definitivo fue un Ronda oscuro con todas las partes nuevas pintadas en amarillo, para convencer al tribunal de que esos cambios sí eran elementos significativos.

### Nuevos socios
Paralelamente, la dirección de SEAT buscaba socios tecnológicos, básicamente en el Grupo Volkswagen y en las marcas japonesas, deseosas de instalarse en Europa entre otras. Se establecieron negociaciones con Nissan y Mitsubishi, que no despejaron los recelos sobre la futura independencia de la marca española, planteándose como balón de oxígeno el montaje de vehículos para otras marcas en segmentos que no le robasen ventas. La negociación con Toyota llegó incluso al punto de que la prensa del motor anunciaba en 1981, que se estaban ultimando negociaciones para el montaje inicial de 10.000 Toyota Corona y Toyota Cressida como competidores del Renault 18 y Peugeot 505 respectivamente. 
Finalmente sería Volkswagen, que había manifestado públicamente su interés por la compra y con la que se habían cerrado previamente en 1982 algunos acuerdos de transferencia de tecnología. Este primer acuerdo a largo plazo de cooperación industrial y comercial (que en un principio era para siete años y prorrogables otros tres años, entre ambas marcas) contempla la independencia financiera, sin que ninguna de las partes adquiera capital de la otra. Los efectos de este acuerdo, para SEAT eran que tendría que fabricar un total de 120.000 vehículos al año de modelos Volkswagen, empezando a finales de 1983 a un ritmo de 30 000 unidades anuales de Passat/Santana, y a mitad de 1984 comenzar a lanzar al mercado 90.000 vehículos por año de los modelos Polo/Derby.
En el año 1983, Volkswagen tomaría el control del 49% de las acciones de SEAT, reservándose el Estado español el control del 51% restante. Poco tiempo después,la producción de los Volkswagen Santana y Volkswagen Passat comenzó en la factoría de la Zona Franca (en calidad de CKD) y el Volkswagen Polo en la factoría de Landaben (Pamplona), donde antes se habían producido los modelos de Authi y posteriormente los SEAT 124 y Lancia Beta Coupe y HPE y SEAT Panda, solucionándose así el problema del exceso de capacidad de producción. En la arriesgada compra de Landaben se había invertido en las tecnologías más modernas y de mejor rendimiento, lo que pudo motivar la decisión de Volkswagen de hacer una autoventa de la fábrica de Pamplona, que dejaba de ser propiedad de SEAT para serlo formalmente de la sociedad matriz Volkswagen AG.
SEAT, por su parte se quedó con la planta de la Zona Franca, llegándose a un acuerdo ventajoso para ambas partes en lo que a utilización de la red comercial de SEAT se refiere. 
Finalmente, en 1986, el Estado se empieza a desprender de su participación accionarial pasando a Volkswagen A.G, primero igualando las acciones al 51% para pasar a un 75% a final de ese año, pasando a ser el accionista mayoritario y que le daba el compromiso entre otros de impulsar la nueva factoría que se estaba construyendo para la marca SEAT; la planta estaría ubicada en Martorell, prevista en ser terminada para su inauguración 7 años después, en 1993.
La solución tomada por el gobierno de Felipe González que propició la venta fue la inyección en la caja de SEAT de 180.000 millones de pesetas, para después vender un primer paquete accionarial a Volkswagen por 40.000 millones de pesetas.
Alguna fuente señaló que cuando se vendió SEAT a Volkswagen, Fiat mostró su desacuerdo, haciendo ver que en esas condiciones también se habrían quedado ellos con SEAT. Posteriormente, se vendió a la rama de vehículos pesados del grupo Fiat, Iveco, la marca de camiones Pegaso y sus factorías de camiones, que, a diferencia de su competidora de propiedad privada Barreiros (rentable), siempre trabajó con pérdidas.

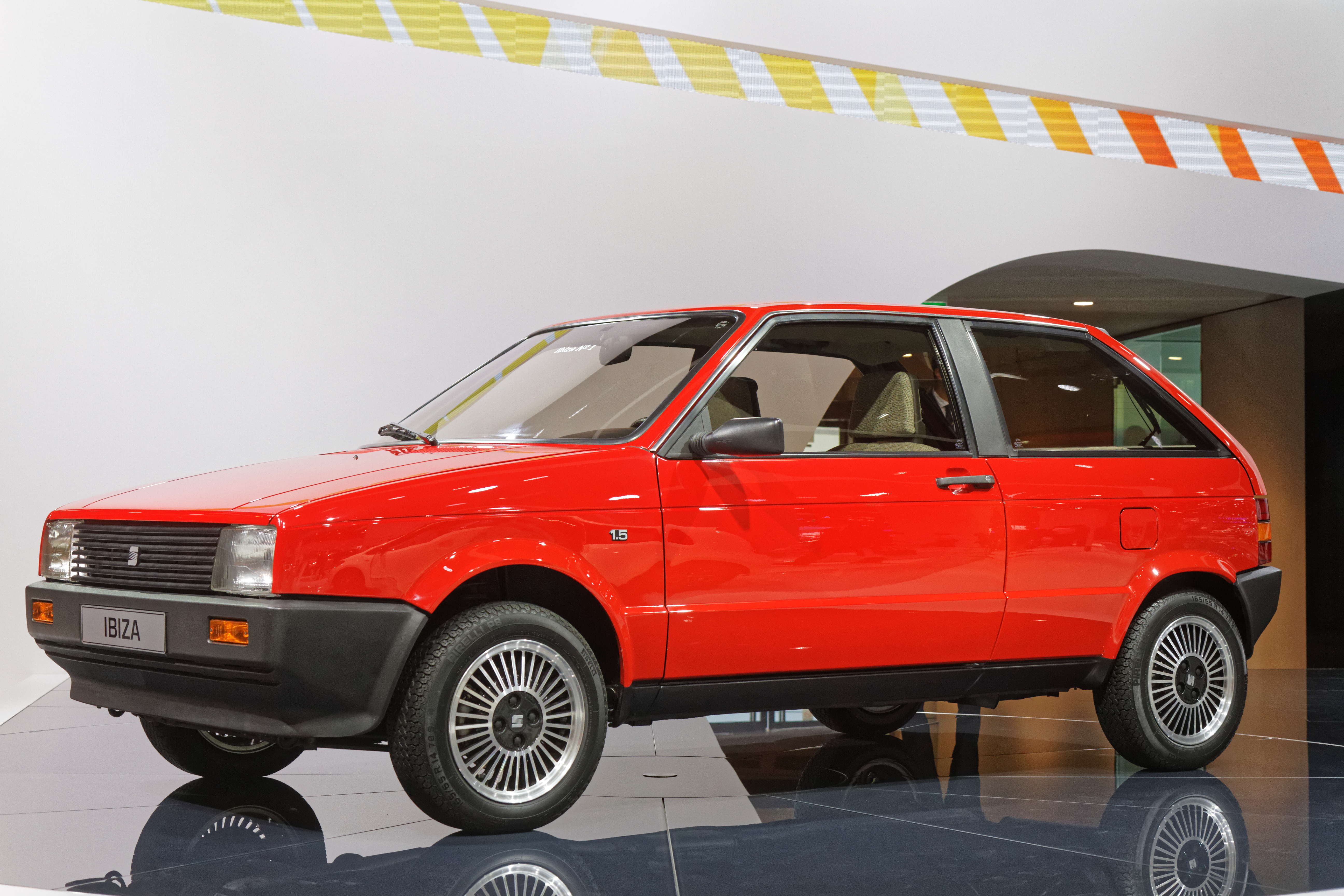
Primer SEAT Ibiza.
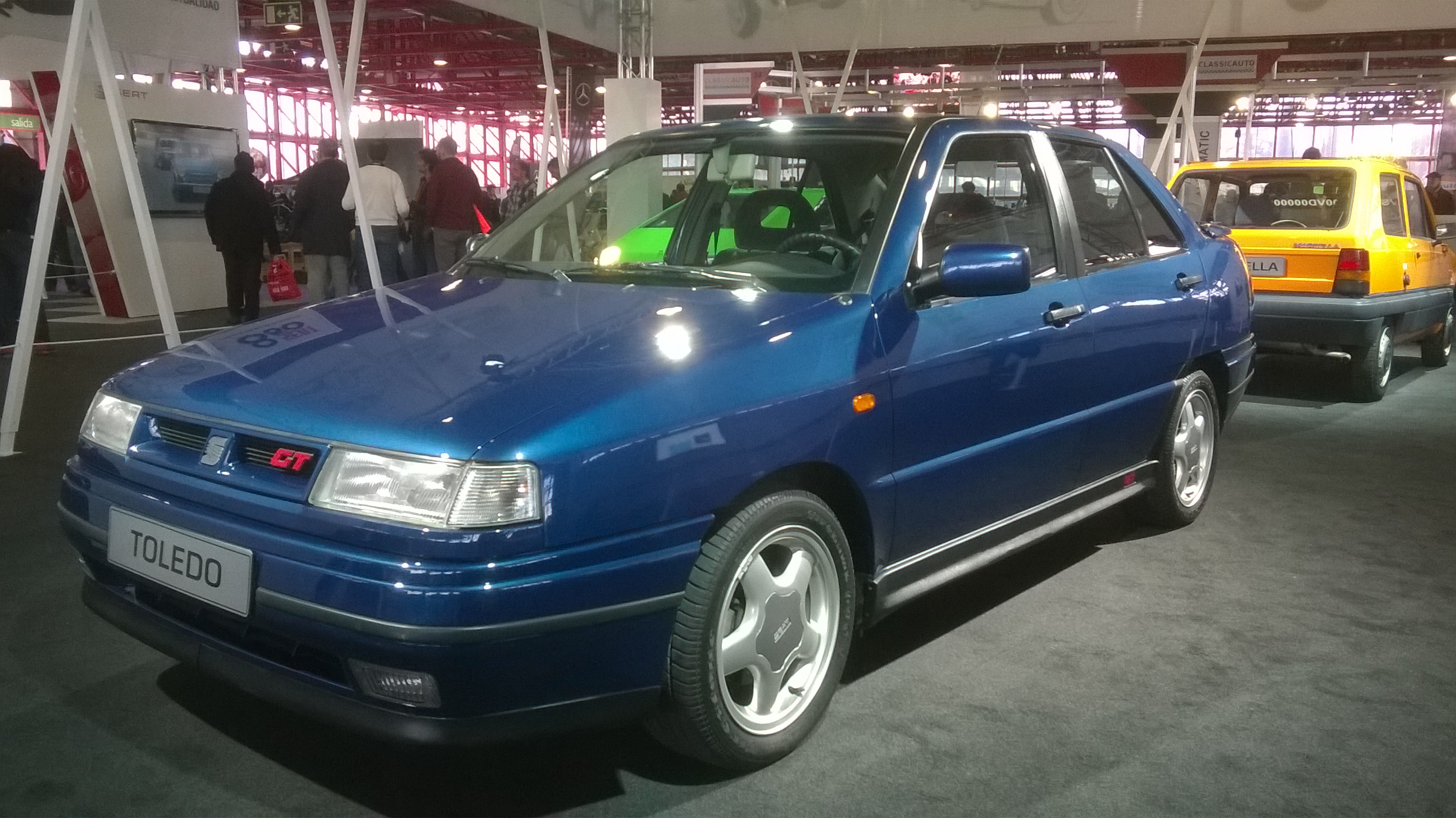
SEAT Toledo 1L, el primer modelo de SEAT en ser desarrollado en cooperación con el Grupo Volkswagen.
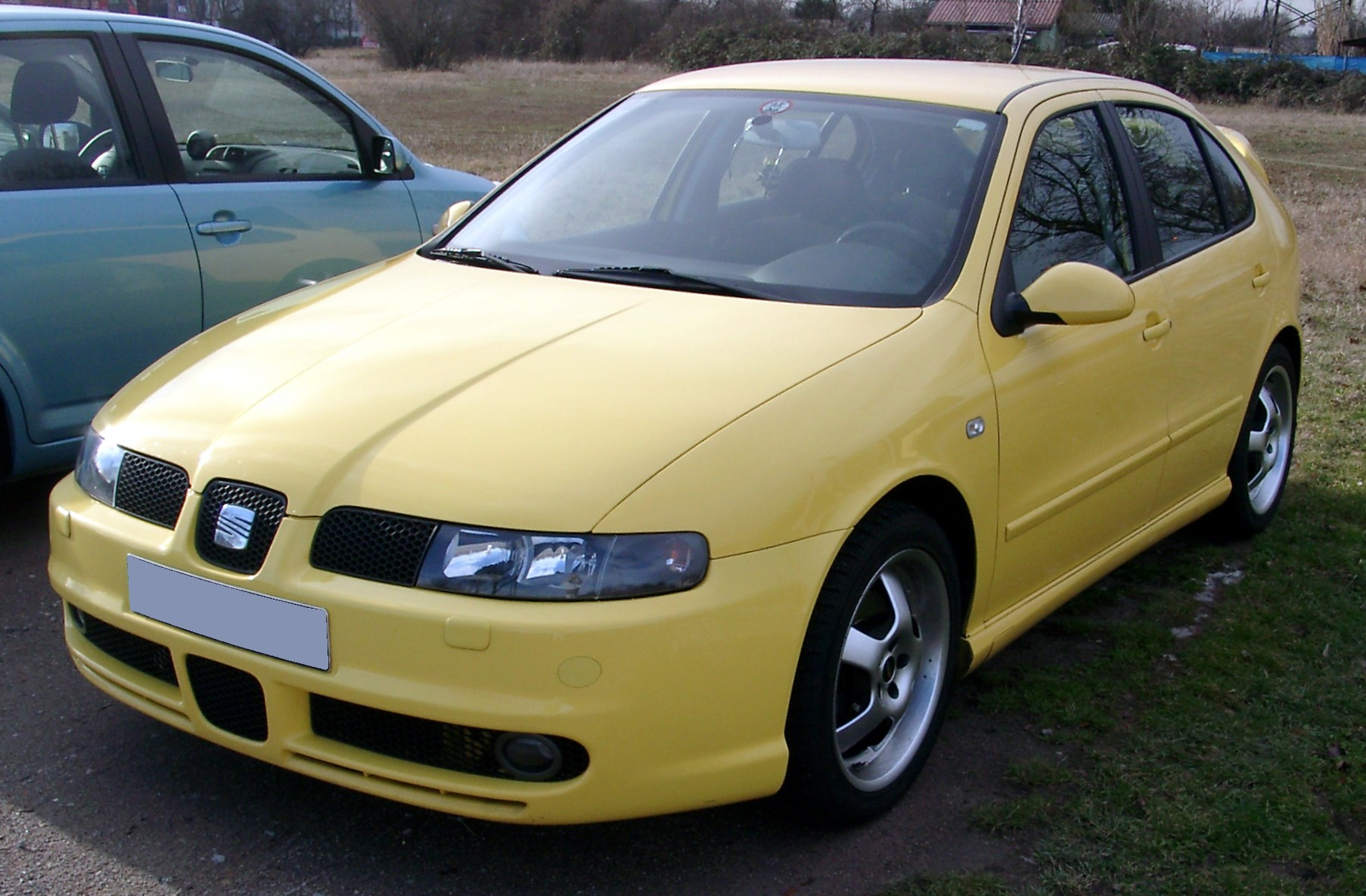
SEAT León de la 1ª generación. Se basaría en el SEAT Toledo 1M, pero en versión corta (Compacto).
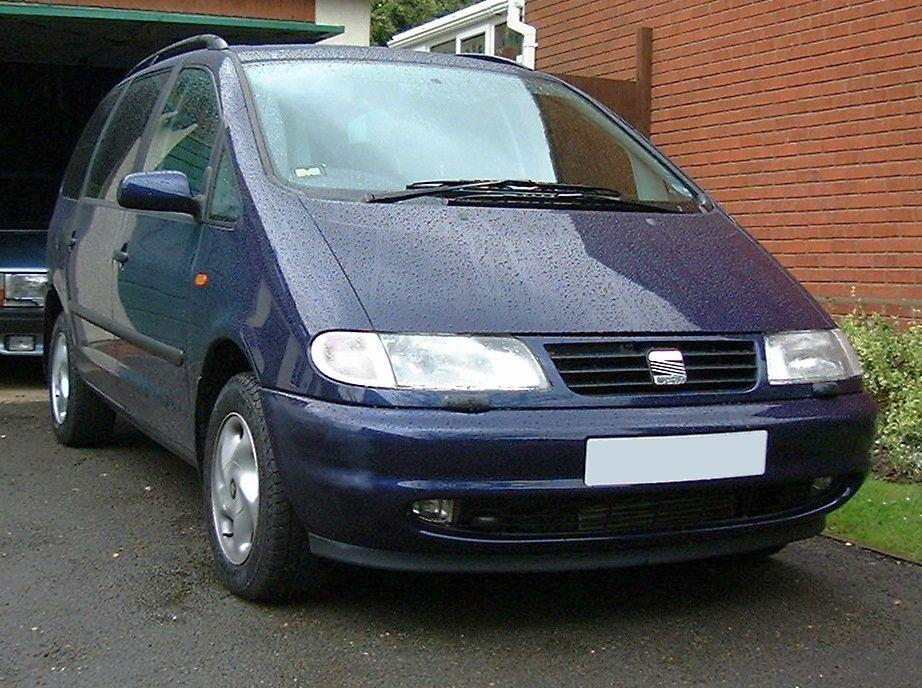
Con la SEAT Alhambra, la marca se metería en el segmento de los monovolúmenes de 7 plazas.

De la premura con la que se llegó al acuerdo con Volkswagen, da idea el hecho de que los SEAT llamados "de transición" (SEAT Málaga y SEAT Ibiza) nunca compartieron mecánica con sus primos Volkswagen, asumiendo el alto gasto de desarrollo de una mecánica nueva, los nuevos motores Sigma; la gerencia de SEAT creía en la posibilidad de conservar la independencia de la marca, contratando con Porsche el desarrollo de unos motores propios, en cuyo proceso llegaron a la conclusión de que el elemento que fijaba el coste mínimo era mantener la distancia entre cilindros del bloque motor procedente del Fiat 124, para aprovechar la maquinaria de mecanización existente en lugar de utilizar o adaptar motores de origen VAG, pues el acuerdo con Volkswagen fue posterior al inicio del desarrollo de éstos. Estos motores eran de buen rendimiento, y se veían avalados por Porsche, su diseñador, al autorizar el uso en los mismos de la expresión "System Porsche" (que no se permitió a la rusa Lada, cuyos motores eran también de diseño Porsche).
Precisamente estos vehículos a pesar de su origen Fiat, supusieron el principio de las exportaciones de SEAT bajo el Grupo Volkswagen, puesto que sus cambios respecto a los modelos originales, fueron considerados "significativos".
Aparte de los motores System Porsche, en los años 1980, SEAT tuvo un proyecto desarrollado con Porsche, llamado  Proyecto 984 donde saldrían 2 modelos; uno para Porsche y otro para SEAT, pero debido a los grandes costes no pudo ser.
Ya bajo control alemán, SEAT entró en beneficios en 1988; por su parte, Volkswagen en 1990 se hace con el 99,99% de las acciones de SEAT, sin embargo cuando en 1993 se inaugura la grande y moderna planta de Martorell, la crisis vuelve a afectar a la empresa, y la nueva fábrica se había quedado grande. Según algunos analistas, una de las causas de la crisis del 93 es la caída del ERM y la subsiguiente devaluación de la peseta española; a raíz de ello, el coste de la nueva planta (diseñada y equipada por VW con una gran participación de empresas alemanas) se encareció repentinamente en más de un 30% llevando a SEAT a una situación difícil. Sin embargo, pronto se recuperaría gracias a los nuevos modelos como la primera generación del SEAT Toledo, que en mayo de 1993 fue líder de ventas en España, o la segunda generación del Ibiza, el modelo icónico de la marca que, junto a sus variantes como SEAT Córdoba y SEAT Inca, fueron todo un éxito. El 26 de septiembre de 1995 sale de la línea el SEAT 10.000.000, que se trata de una unidad de la primera generación del Toledo en acabado Marina en color granate.
Unos años más adelante, comenzaría su expansión hacia mercados donde no operaba, así como el refuerzo en aquellos donde sí operaba ya bajo control de Volkswagen. Hasta la fecha, SEAT es una propuesta fresca en cuanto a vehículos de motor se refiere, puesto que muchos de ellos han alcanzado una deportividad única ofreciendo dentro de su gama modelos más exclusivos,como los acabados FR (Formula Racing) como inicio a su gama deportiva y siguiéndole los acabados Cupra (Cup - Racing) en lo más alto de su gama.
En 2009, todos los modelos pasan a tener una variante denominada Ecomotive, con lo que SEAT intenta crear motores más respetuosos con el medio ambiente, reduciendo el nivel de emisiones de CO2; más adelante aparecerían las motorizaciones híbridas TGI de Gas Natural Comprimido (GNC).
El 31 de enero de 2018, SEAT anunció oficialmente que los modelos CUPRA pasaban a convertirse en la nueva marca de SEAT S.A., dándoles más exclusividad a los modelos los cuales tendrán logo propio, ya presentado el mismo día que se anunció la noticia. La gama Cupra se presenta el 22 de febrero de 2018. En la actualidad, CUPRA se ha afianzado como una marca más dentro de SEAT.SA, y cuenta con un total de 5 modelos: el CUPRA León, el CUPRA Ateca, el CUPRA Formentor, y el CUPRA Born, el primer e100& eléctrico de la compañía.

### Más allá de los automóviles
La marca cuenta con una línea de accesorios y merchandising con gran variedad de productos. Cabe destacar como vehículo de dos ruedas la línea de bicicletas de SEAT, que a partir de 2003 pasaron a ser conocidas como Bicicletas SEAT CUPRA, que contaban con diferentes versiones que con los años se fueron actualizando. En 2018 se presentó el modelo Fabike CUPRA, diseñado por un conocido fabricante italiano de bicicletas urbanas hechas a mano. También en 2018 SEAT incorporó como vehículo de dos ruedas el patinete eléctrico denominado eXS KickScooter, que presentó en el Smart City Expo World Congress.
En 2019, SEAT presentó un cuadriciclo urbano, el SEAT Minimó Concept con mecánica eléctrica. En el marco de la IX edición del Smart City Expo World Congress de ese mismo año SEAT anunció la creación de SEAT Urban Mobility que se encargará de desarrollar soluciones de movilidad urbana, también presentó un nuevo patinete 100% eléctrico denominado e-Kickscooter concept y una motocicleta eléctrica la e-Scooter concept.
En 2020 SEAT decidió denominar a esta unidad de negocio como SEAT MÓ, que pasó a ser la nueva marca de movilidad urbana de la compañía. A través de ella, SEAT impulsa la estrategia de movilidad urbana centrada en productos y servicios de movilidad. También comenzó a comercializar el nuevo patinete SEAT MÓ eKickscooter 65, eKickscooter 25 y la moto eScooter 125, esta última solo se ofrece en tres colores a elegir (rojo, blanco o gris oscuro aluminio). SEAT MÓ presentó en agosto de 2020 su servicio de motosharing o alquiler por horas de motocicletas, con el despliegue de más 600 eScooters 100% eléctricos en Barcelona. También ofreció un servicio de suscripción de moto y patinetes todo incluido sin compromiso de permanencia. En noviembre de 2022 SEAT presenta una nueva variante de su moto eléctrica denominada esta edición como SEAT MÓ 125 Performance, se ofrece tan solo en dos colores a elegir azul o gris.

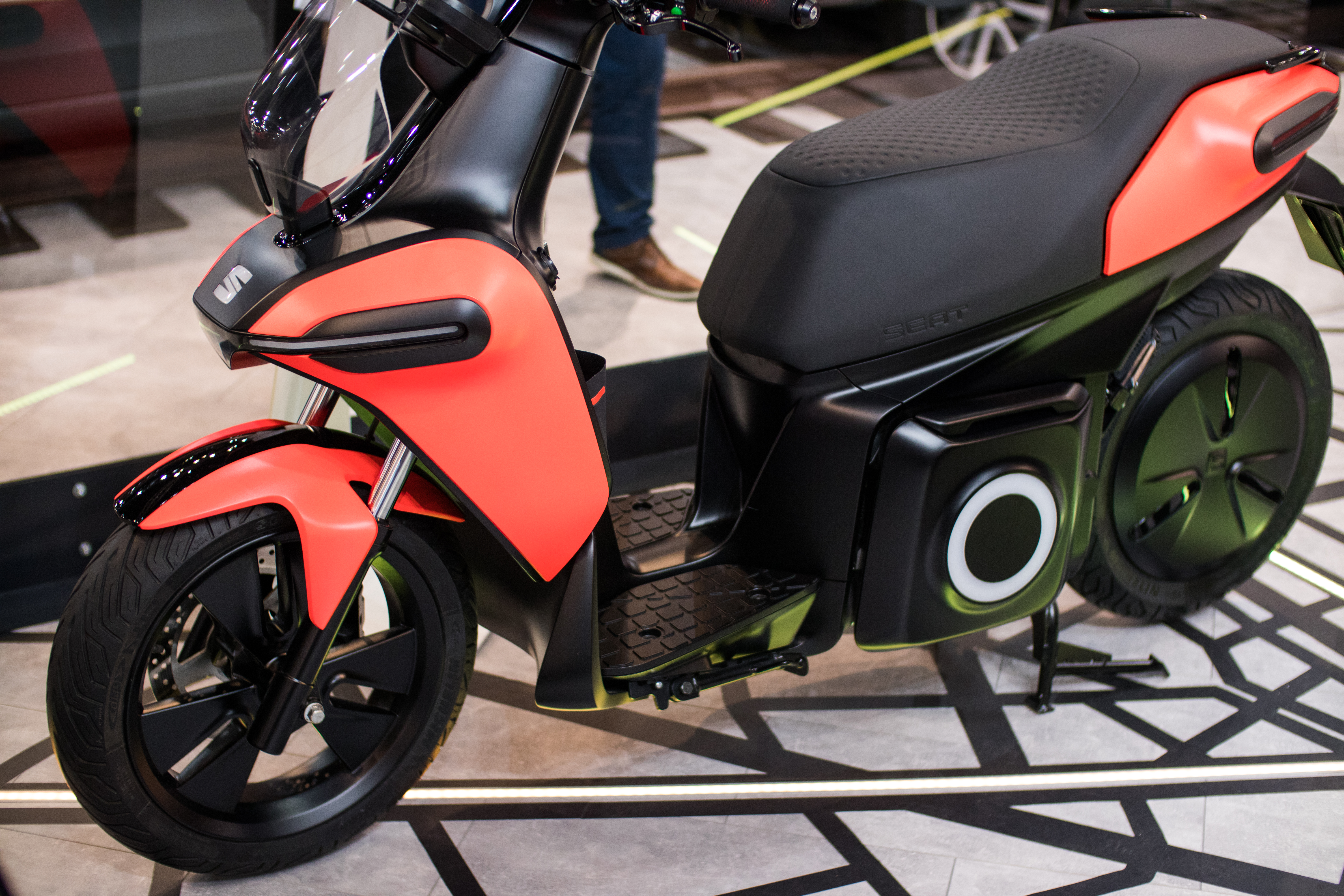
SEAT e-Scooter Concept.

## Marcas de SEAT S.A.
En un principio SEAT creó un conjunto de compañías filiales (Grupo SEAT) que daban un servicio a la propia marca, como FISEAT (la empresa financiera), LISEAT, Seguri-SEAT, Servi-SEAT y SEAT Sport, siendo SEAT S.A. la compañía matriz, la cual tuvo que dar este paso en la década de 1980.
SEAT S.A. se autodenomina una compañía automovilística con dos fuertes marcas: SEAT y CUPRA, esta última aspirando a ocupar el hueco entre SEAT y las marcas de alta gama más clásicas y adoptando un perfil más deportivo. El objetivo de la compañía es que ambas marcas mantengan su camino independiente y su propio lugar en el mercado automovilístico español y también a nivel internacional.
A finales de 2020, SEAT S.A. produce un total de 13 modelos entre ambas marcas. Por parte de SEAT, cuenta con el, el Ibiza, el León, el León Sportstourer, el Arona, el Ateca, el Alhambra y el Tarraco, mientras que CUPRA suma el CUPRA Ateca, el CUPRA León, el CUPRA León Sportstourer y el CUPRA Formentor, el primer modelo propio de la marca. En 2021 arrancará la producción del CUPRA Born, el primer 100% eléctrico de CUPRA.
Dentro de CUPRA existe una marca secundaria, CUPRA Racing, antes denominado SEAT Sport apareció en los años 70, en un principio conocida como  SEAT Competición, donde participaba con unos monoplazas conocidos como SEAT Formula 1430. Con sus modelos de calle preparados para la competición empezó a destacar en las carreras automovilísticas, donde han podido cosechar una buena parte de victorias y campeonatos, puesto que SEAT compite en la WTCC. SEAT Sport se convirtió en la división de competición deportiva de la marca SEAT. Además, SEAT Sport era la encargada de desarrollar las versiones deportivas de los modelos comercializados. A partir del 2018, la división de SEAT Sport pasó a denominarse CUPRA Racing, tanto en competición (trabajando en la sustitución de los SEAT León Cup Racer por los CUPRA León TCR, integrando así los modelos bajo la marca CUPRA). Asimismo, los modelos más deportivos empezaron a comercializarse bajo la marca y el logotipo CUPRA, al igual que los propios modelos CUPRA, como el Formentor.
Desde 2018 CUPRA Racing cuenta con dos modelos: el CUPRA León Competición, que participa en los campeonatos de turismos TCR y en varias pruebas del Campeonato de España de Resistencia; y el CUPRA e-Racer, primer turismo de competición 100% eléctrico del mundo y que participará en el futuro campeonato de turismos eléctricos PURE ETCR, que empezará a disputarse en 2021. Hasta el momento, el CUPRA León Competición ha cosechado grandes éxitos, entre los que destaca el campeonato de las TCR European Touring Car Series de 2018, con Mikel Azcona, de PCR Sport, al volante.

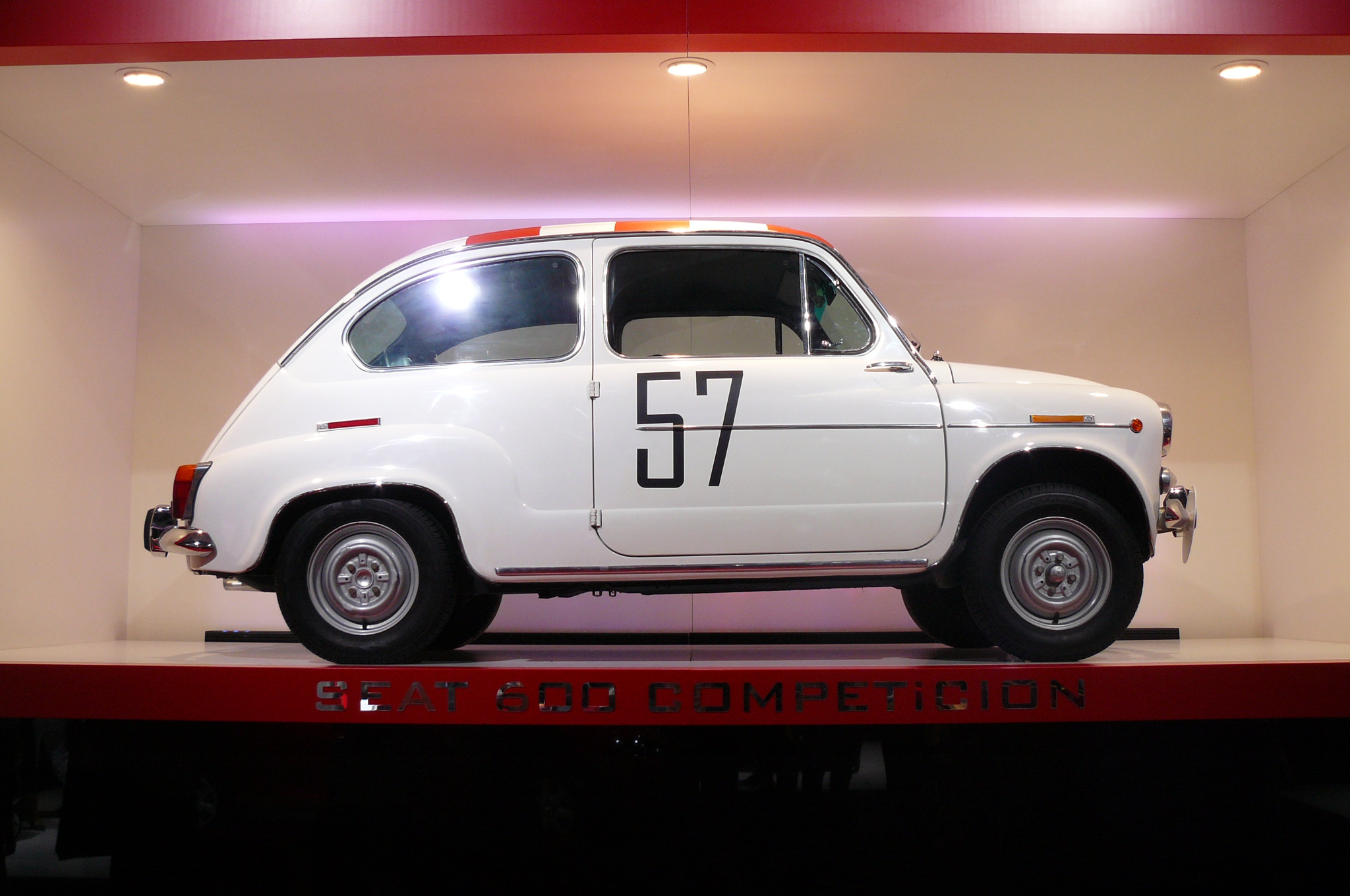
SEAT 600 de competición.
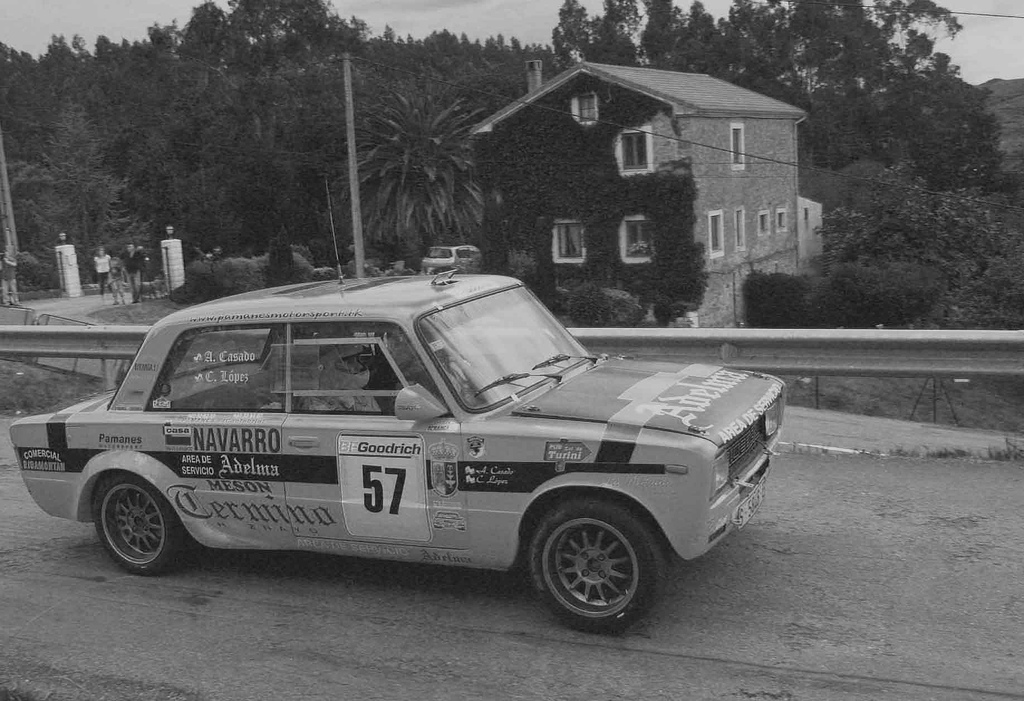
SEAT 124 de competición.
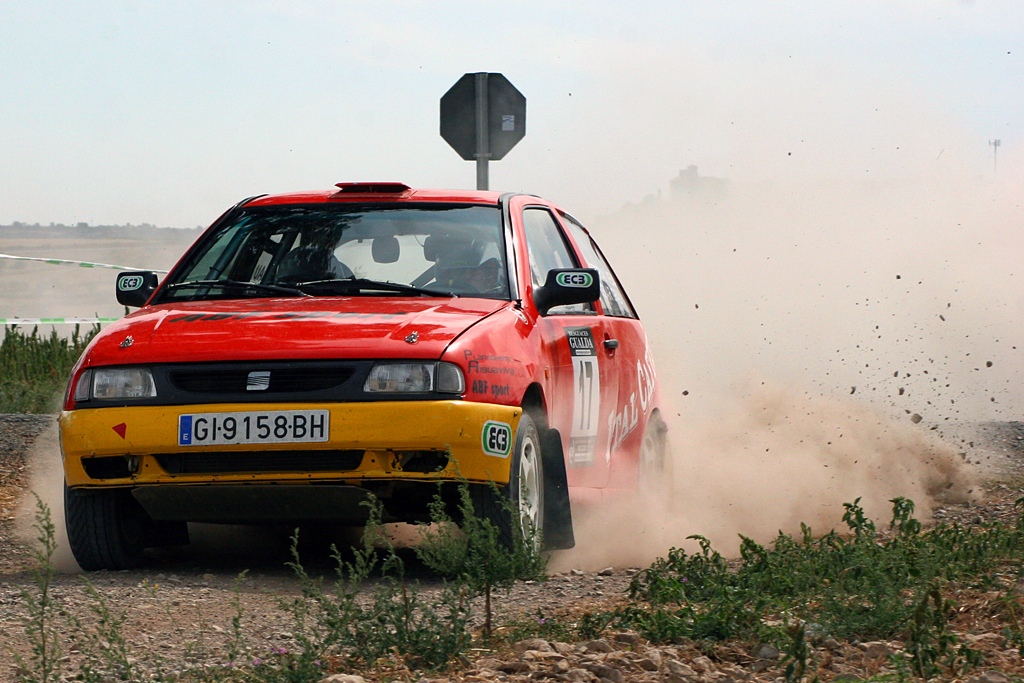
SEAT Ibiza de competición.
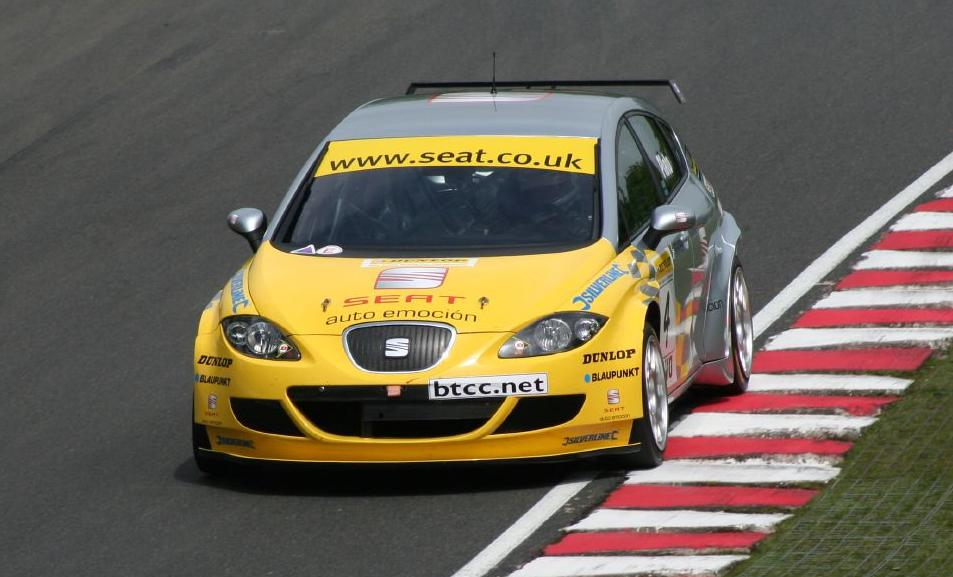
SEAT León de competición.

## Nomenclatura

### En su etapa con Fiat
Desde su primer modelo en 1953 hasta 1966, el nombre hacía referencia a la cilindrada. Así tenemos los SEAT 1400, SEAT 600, SEAT 1500, SEAT 800 y SEAT 850.
Desde 1968 hasta 1976, el nombre hacía referencia al número de desarrollo del proyecto en Fiat. Así tenemos los SEAT 124, SEAT 127, SEAT 132, SEAT 133, SEAT 131 y SEAT 128.
En 1979 y hasta la separación con Fiat en 1981, surge por primera vez un modelo con nombre y no con número; el SEAT Ritmo. 
Durante esta etapa con Fiat, también aparecen algunos vehículos derivados de otros de la marca italiana o de la propia española que tuvieron su propia identidad, claramente definida con mayor o menor diferenciación estética del modelo que surgen. Así tenemos los SEAT 1430, SEAT 124 Sport, SEAT 850 4 puertas, SEAT 1200 Sport (Bocanegra) o SEAT Fura.

### Tras la etapa con Fiat
SEAT denomina a sus modelos frecuentemente con nombres de ciudades o lugares de España; con esto se pretende dar una imagen de marca española. Así tenemos los SEAT Ronda, SEAT Ibiza, SEAT Málaga. SEAT Marbella, SEAT Terra, SEAT Toledo, SEAT Córdoba, SEAT Alhambra, SEAT Inca, SEAT León, SEAT Arosa o SEAT Altea. Para evitar posibles problemas futuros de copyright, la compañía ha registrado los nombres de todas las ciudades de España. La marca CUPRA también utiliza esta nomenclatura, por ejemplo, CUPRA Formentor. 
Con el lanzamiento del modelo SEAT Exeo en el 2009 se hizo una excepción y, por primera vez SEAT desde 1982, no utilizó este criterio para bautizar a uno de sus modelos, circunstancia que se volvió a repetir con el modelo SEAT Mii en 2011.
SEAT volvió a apostar por esta nomenclatura al recuperar, tras 3 años de ausencia (2009 - 2012), su nuevo modelo de Toledo en 2012 y la continuación con el mismo nombre en la tercera generación del León (2013) y la quinta generación del Ibiza (2017), y los SEAT Ateca, SEAT Arona y SEAT Tarraco, dado que la marca ha decidido respetar la tradición desde 1982 de utilizar denominaciones relacionadas con la geografía española como sello de identidad. 
Para los modelos Concept y prototipos (exceptuando algunas excepciones), la nomenclatura ha ido variando con los años. De finales de los 80 a principios de los 90 se utilizó la denominación Proto + alguna letra (Proto C, Proto TL, etc.. . A finales de los 90 y durante la década de 2000 se utilizaron nombres que hacían mención a tipos de  bailes (Bolero, Salsa o Tango). A partir del año 2009 se usa la denominación IB + una letra (IBL, IBX, IBE, etc...) .

### Eslogan
Como es habitual en las marcas, SEAT posee a lo largo de su historia un sinfín de eslóganes, que han ido cambiando y evolucionando:
- SEAT, Nacional Rodaje (1959).
- SEAT, En rodaje (1968).
- SEAT, Técnica y línea para cada exigencia (1977).
- SEAT, Cuidamos de su coche, cuidamos de usted (1982).
- Red SEAT, la garantía más fuerte (1984).
- SEAT, Grupo Volkswagen (1989).
- SEAT, La ambición de superarse (1991). Debajo le acompañaba el logo olímpico y la frase: "Coche Oficial Barcelona 92".
- SEAT, ¡Sí! (1993).
- SEAT, Autoemoción (2000).
- SEAT, Enjoyneering (2012).
- SEAT, Tecnología para disfrutar (2014).

## Infraestructura
El Grupo SEAT cuenta con más de 14 500 trabajadores y tiene tres centros de producción: Barcelona, El Prat de Llobregat y Martorell, donde fabrica el Ibiza, el León y el Arona. Además, la compañía produce el Ateca y el Toledo en la República Checa, el Alhambra en Portugal, y el Tarraco en Alemania. SEAT, hoy en día, cuenta con unas grandes infraestructuras, divididas en diferentes instalaciones y departamentos:
- Fábrica de Martorell: SEAT dispone hoy de una planta de producción en Martorell, una ciudad industrial de unos 30 000 habitantes situada en la provincia de Barcelona con una superficie de más de 2.800.000 metros cuadrados. La fábrica de Martorell es una de las más modernas de Europa, y fue inaugurada por el rey Juan Carlos I en 1993. En 2020 la planta produjo más de 350.000 vehículos.[53] Esta fábrica sustituye el ensamblaje que se realizaba en las viejas instalaciones de la antigua fábrica de la Zona Franca en Barcelona, donde la marca comenzó sus inicios de montaje en 1953, aunque actualmente estas instalaciones siguen siendo utilizadas por SEAT; en concreto se realizan los trabajos de chapa (Puertas y Capós), además de estar comunicada con la fábrica de Martorell mediante un tren que transporta materiales de una fábrica a otra.[54] Es la planta que produce más automóviles en España y una de las de mayor volumen en Europa. Está inmersa en el desarrollo de la Industria 4.0 para impulsar una producción inteligente, digitalizada y conectada. En este sentido, la compañía ya incorpora algunas de las tecnologías que serán habituales dentro de unos años en los procesos productivos, como, por ejemplo, la realidad virtual, los robots colaborativos, la impresión 3D o la realidad aumentada, entre otras. En Martorell se producen los modelos Leon 5P, Leon Sportstourer, SEAT León PHEV, CUPRA Leon, CUPRA Leon Sportstourer, Ibiza, Arona, CUPRA Formentor y Audi A1.
- SEAT Barcelona: es la fábrica de SEAT ubicada en la Zona Franca de Barcelona. Comenzó su actividad en 1953 con la producción de los primeros modelos de la marca como el SEAT 1400 o el 600. En 1993, la fabricación de coches inició su traslado a la planta de Martorell y, desde entonces, la fábrica de Barcelona produce piezas de estampación como puertas, techos, guardabarros y largueros. En estas instalaciones se fabrican un 80% de las piezas para la MQB A0, la plataforma compacta modular del Grupo Volkswagen sobre la que se basan el Ibiza y el Arona, además de la gran mayoría de piezas de estampación del resto de los modelos de la gama de SEAT. La planta es un referente tecnológico industrial, ya que cuenta con elementos como la simulación virtual de la prensa PXL, la impresión 3D en el taller de mantenimiento, el cambio automático de puntas de soldadura de los robots en el taller de chapistería y la automatización de los flujos logísticos mediante vehículos guiados de forma autónoma. En 2020 cuenta con 1.079 empleados.

También en la antigua Zona Franca, una de las naves es conocida como el Museo SEAT, donde SEAT guarda y restaura sus vehículos históricos, los concepts car y los prototipos incluyendo los descartados, y también guarda sus modelos de competición; oficialmente se denomina nave A-122.
Por otra parte, en 1976 comenzó la producción del 124 en la fábrica de Landaben (Navarra), que tuvo que adquirir a instancias del Estado ante la crisis de Authi. Esta fábrica está dirigida por VW, produciendo modelos como el Polo, aunque es independiente del Grupo SEAT.

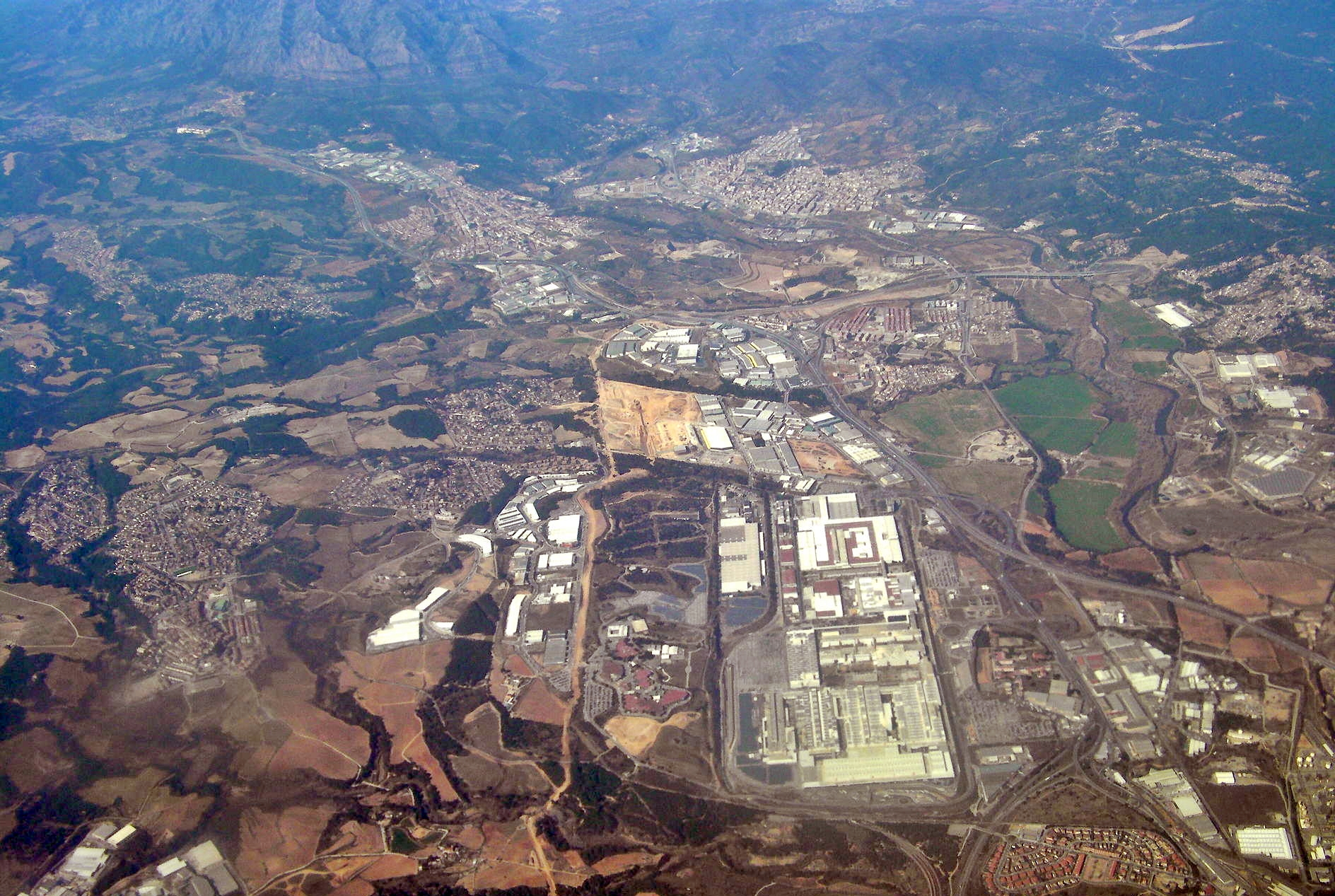
Factoria de SEAT en Martorell, Barcelona.
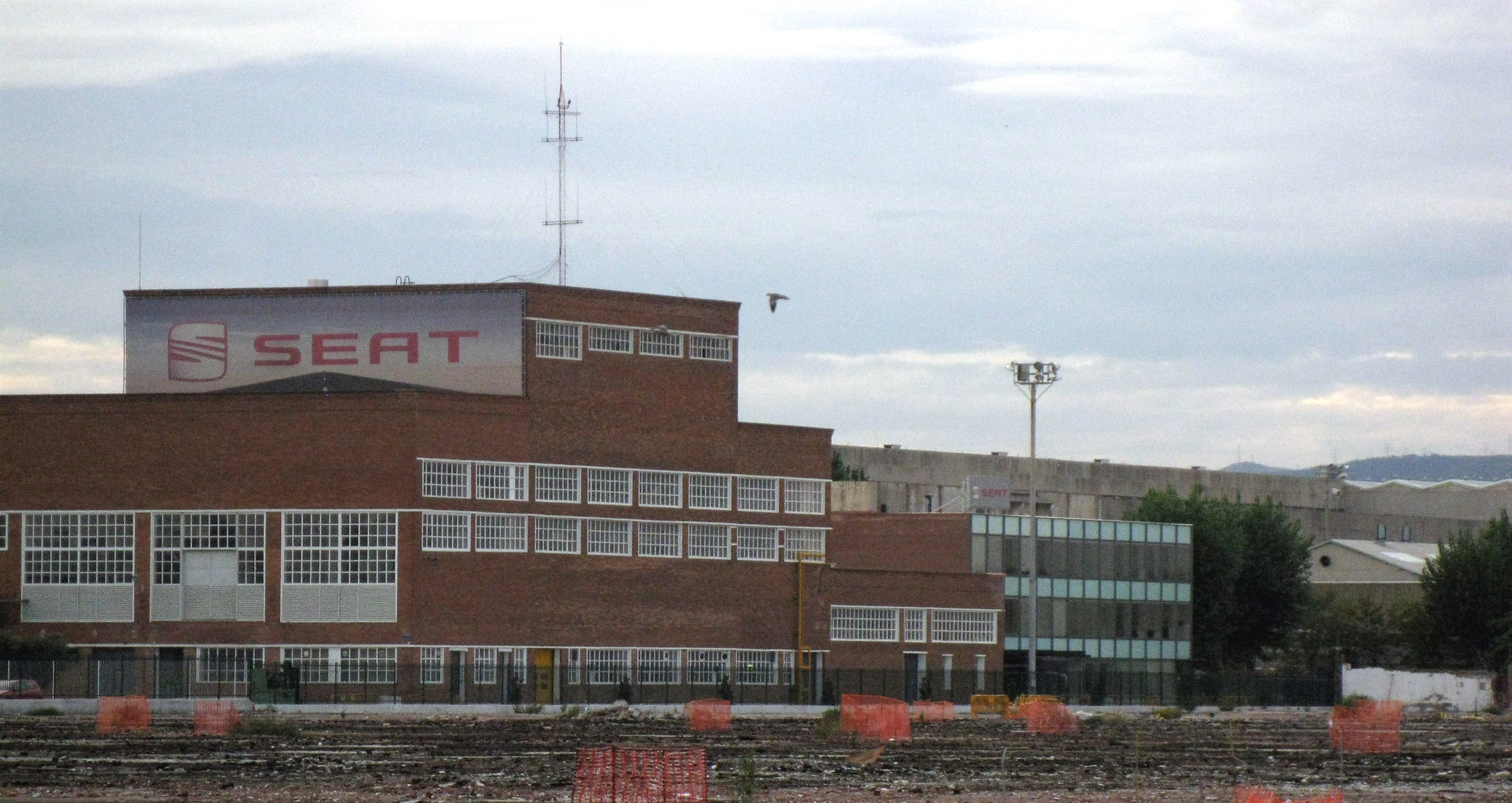
Factoria de SEAT en Zona Franca, Barcelona.
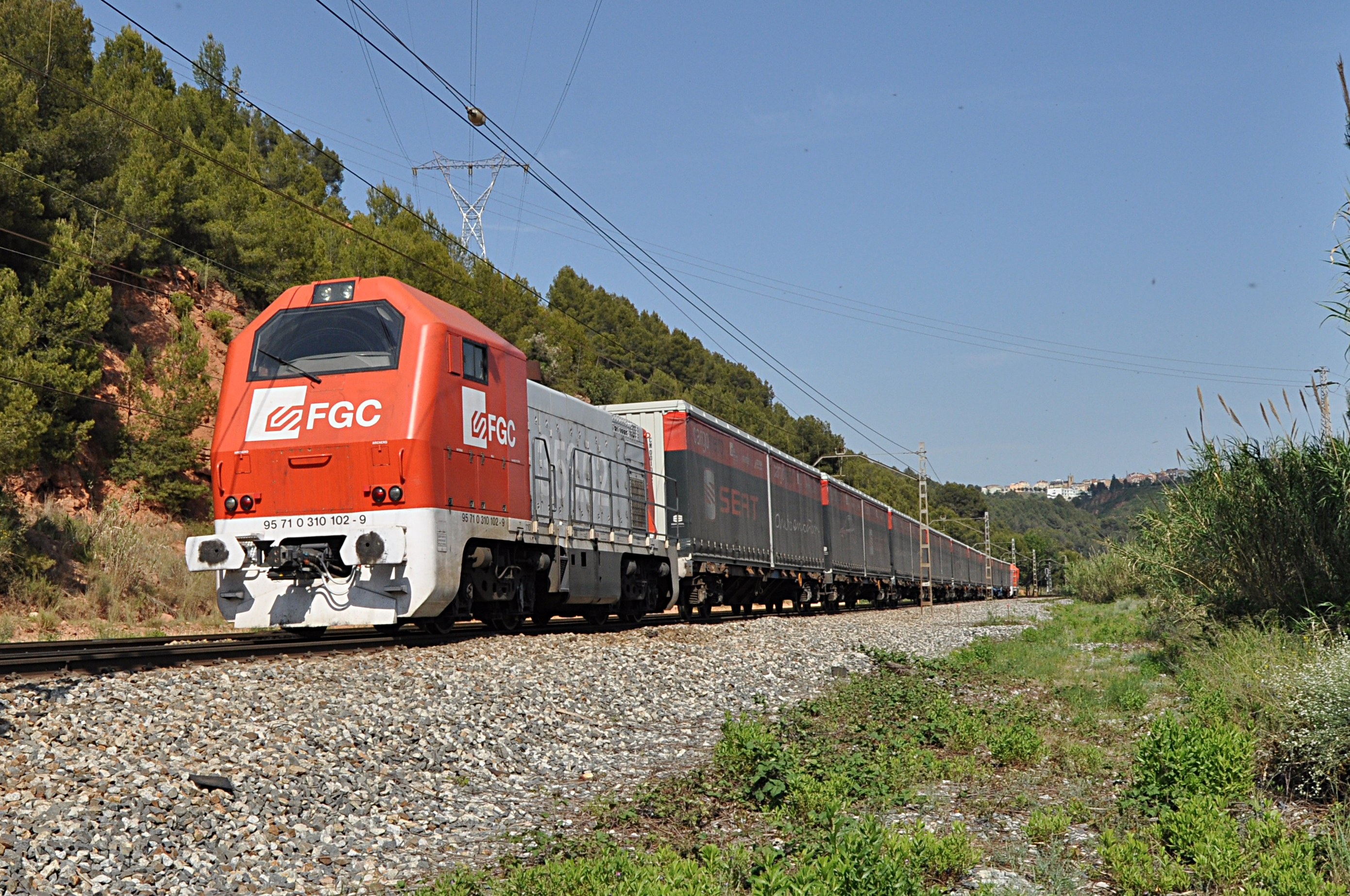
Uno de los trenes Cargometro que transportan material entre la factoría de Martorell y la de Zona Franca (Barcelona).

- Centro técnico: La multinacional cuenta con un centro técnico que se configura como un hub del conocimiento. Acoge a 1.294 personas, la mayor parte titulados medios y superiores procedentes de distintas nacionalidades, que utilizan las tecnologías más avanzadas, orientadas a la innovación del primer inversor industrial en I+D de España. SEAT ya ofrece la última tecnología en conectividad en su gama de vehículos, y está inmersa en un proceso de digitalización global de la compañía junto a la electrificación de la gama para impulsar la movilidad del futuro.[55]

- Centro de Prototipos de Desarrollo: Inaugurado el 16 de julio de 2007, en Martorell este departamento ocupa una superficie de 18.808 metros cuadrados, y tiene una plantilla de 250 empleados, ingenieros y técnicos especializados. Es el único centro de desarrollo de prototipos del sector del automóvil en España. En 2020 la compañía construyó un nuevo edificio de 3000 m² con el objetivo de unificar todos los procesos previos a la fabricación de un futuro vehículo. Este nuevo espacio incluye instalaciones de realidad virtual y una zona dedicada a la impresión 3D para el diseño de prototipos y modelos preserie.

- SEAT Design Center: Inaugurado en 2007, es donde la compañía diseña sus propios modelos de automóviles, aunque siguiendo las pautas generales del Grupo Volkswagen. A efectos de la estrategia de definición y posicionamiento cada uno de los modelos, este departamento cuenta con una superficie de 5.600 metros y una plantilla de 100 empleados.[23]

- Centro de Recambios Originales: Ubicado junto a la fábrica de Martorell, con unas instalación de 75.000 metros cuadrados que distribuye piezas de recambio a los concesionarios de SEAT, y demás compañías del grupo  VAG (Volkswagen, Audi y Škoda) en España y también a los importadores de SEAT en todo el mundo. La plantilla operativa del almacén es de 205 empleados.

- SEAT Componentes (anterior Gearbox del Prat): las instalaciones situadas en El Prat de Llobregat muy cerca del aeropuerto de Barcelona, ocupan una extensión de 155 000 metros cuadrados, de los que 85 765 corresponden a talleres. Esta empresa participada al 100 % por SEAT e integrada dentro del Grupo Volkswagen, fabrica cajas de cambio (3500 unidades al día) para SEAT, Volkswagen, Audi y Škoda. En 2020 cuenta con más de 1.000 empleados y fabrica dos modelos de caja de cambio: la MQ200 y la nueva MQ281. Su capacidad máxima es, en conjunto, de 800.000 cajas de cambios al año.[56]

- SEAT Service: estas instalaciones cuentan con un edificio junto al acceso sur de la fábrica de Martorell, y que reúne en un bloque de 8000 m² actividades de posventa de la marca, el Centro de Formación Técnica de SEAT y un concesionario de Catalunya Motor que trabaja de forma preferente para los empleados de SEAT y sus familiares, además de atender a las distintas flotas de vehículos que gestiona la compañía.

- CUPRA Racing (antes SEAT Sport): este departamento cuenta con unas instalaciones de 16 000 metros cuadrados junto a la fábrica y al Centro Técnico de SEAT en Martorell, y es el encargado de la instalación de diversos paquetes o acabados deportivos a la gama SEAT, además de la preparación de diversos modelos de competición, como el CUPRA León Competición o el CUPRA e-Racer.[57]
- Test Center Energy (TCE): es el nuevo laboratorio de baterías de SEAT ubicado en Martorell. Está destinado a ser el centro para el desarrollo y prueba de diversos sistemas de energía destinados a vehículos eléctricos e híbridos. Las obras, que comenzaron en 2020 con una inversión de 7 millones de euros, tienen prevista su finalización en 2021.[58]
- Casa SEAT: es un espacio multidisciplinar situado en el paseo de Gracia de Barcelona. La compañía lo utiliza con el objetivo de integrarse en la vida cultural y económica de la ciudad. Cuenta con un amplio calendario de actividades, charlas, conciertos y talleres. Asimismo, también está concebido para que la compañía muestre y dé a conocer sus novedades. Además, será un espacio de referencia para la movilidad urbana y donde mostrar proyectos inspirados por la cultura urbana de Barcelona.[59][60]

- SEAT: CODE (Center of Digital Excellence): inaugurado en 2019, es el centro de desarrollo de software.[61] Desde su creación, lidera la transformación digital de la compañía y crea soluciones digitales para impulsar SEAT, CUPRA y SEAT MÓ. En julio de 2020 inauguró su sede en Rambla 124, en el corazón de Barcelona.

- Concesionarios SEAT: la red SEAT dispone de múltiples concesionarios, que además de ser puntos de venta para comercializar los modelos de SEAT y Cupra, algunos de ellos también ofrece puntos de venta de vehículos de ocasión o KM 0 bajo la empresa Das WeltAuto perteneciente al grupo Volkswagen. Por otro lado, también gran parte de los concesionarios SEAT disponen de servicios autorizados ofreciendo mantenimientos, recambios, accesorios y reparación en sus talleres para sus modelos. También fuera de España, SEAT dispone de organizaciones de venta y de concesionarios propios hasta en 70 países: Alemania, Francia, México,[62] Venezuela, etc.

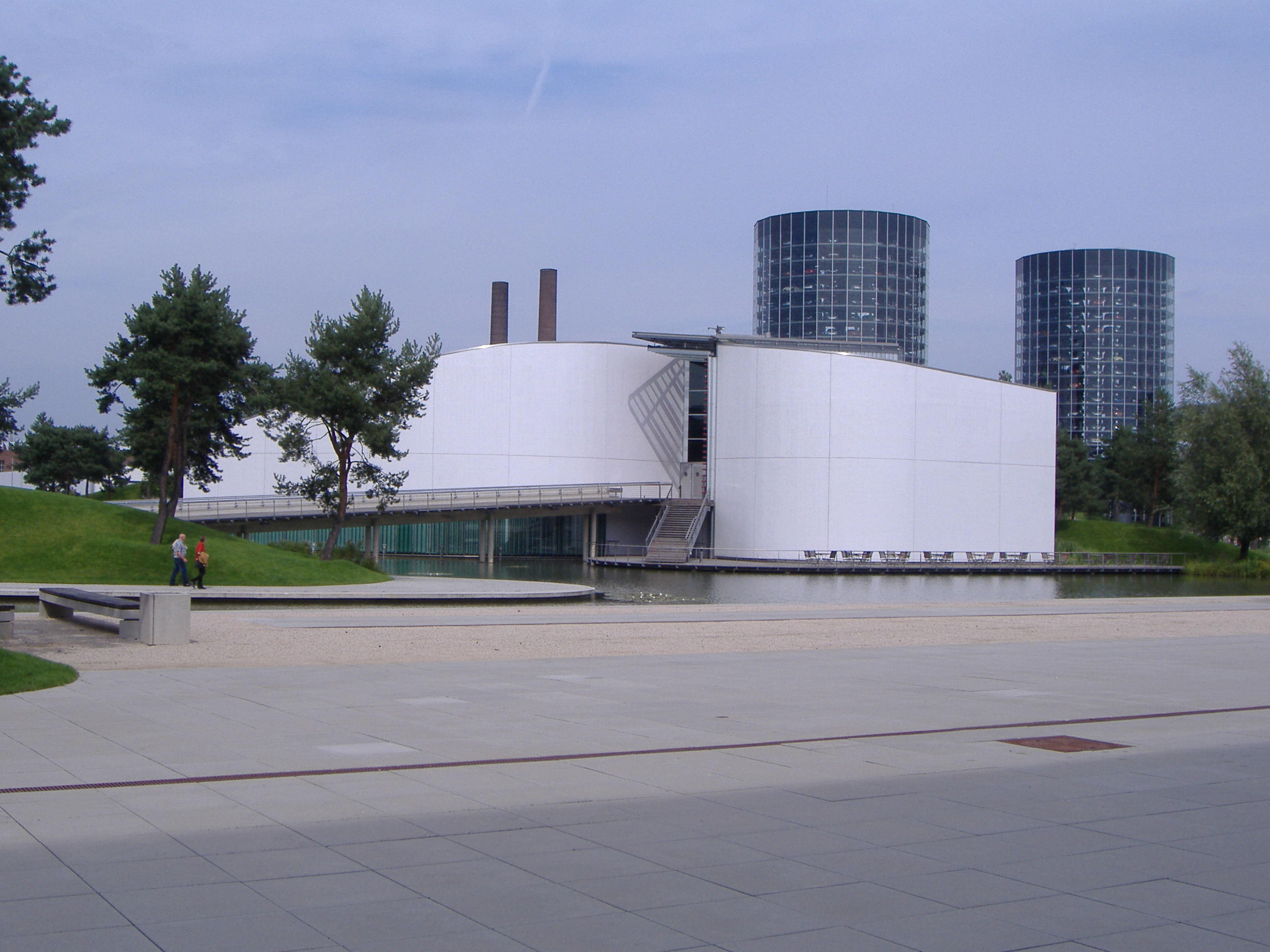
Pabellón de SEAT en Autostadt, Wolfsburg.
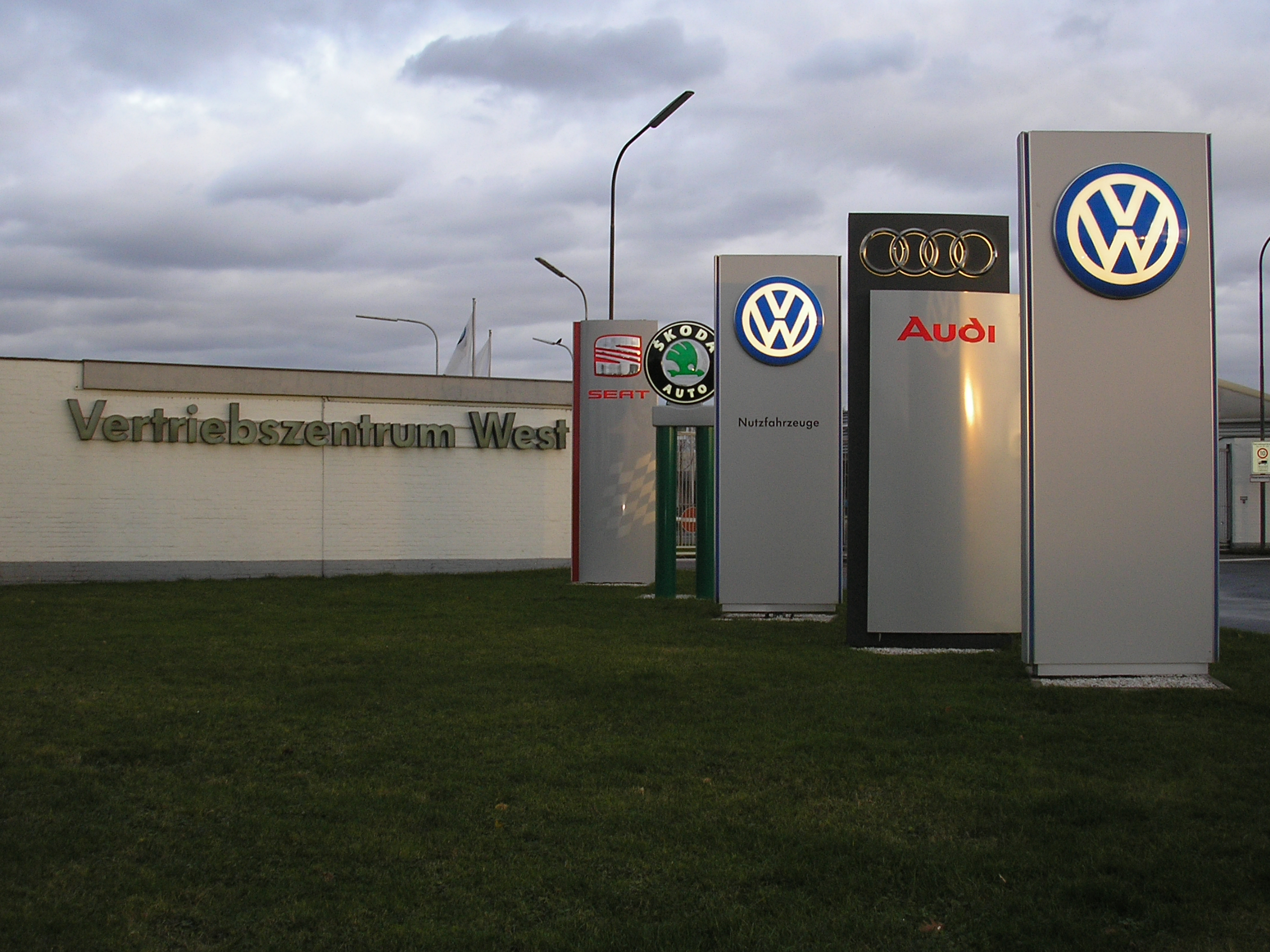
Centro de distribución del Grupo Volkswagen en Alemania, con SEAT al final.
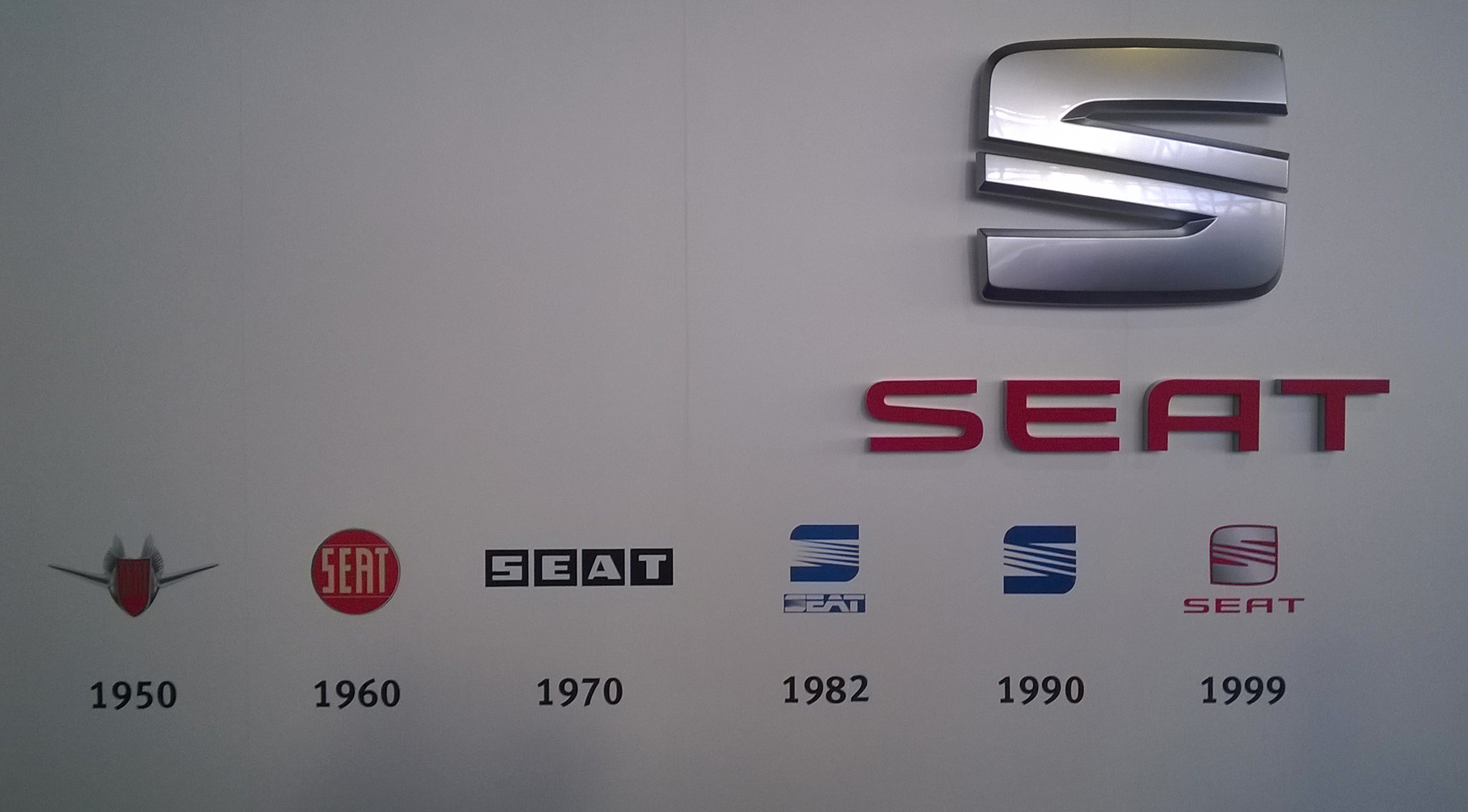
Evolución del logo desde sus comienzos hasta su actual emblema, lanzado a finales de 2012.

### Fábricas de vehículos SEAT
| Localización    | Ciudad                  | Productos (Actuales) | Notas                                         | Empleados |
| --------------- | ----------------------- | --- | --------------------------------------------- | --------- |
| España          | Martorell               | Ensamblaje de los modelos de SEAT Leon 5P, Leon Sportstourer, SEAT León PHEV, CUPRA León, CUPRA Leon Sportstourer, Ibiza, Arona, CUPRA Formentor. Otros modelos del grupo VW Audi Q3 (hasta 2018) y Audi A1 (desde 2018) | Sede de SEAT                                  | 11.070    |
| España          | Barcelona (Zona Franca) | Piezas de carrocería estampadas |                                               | 1.179     |
| España          | El Prat                 | Cajas de cambios para SEAT y el resto del grupo. | Antigua Gearbox del Prat                      | 1.079     |
| Portugal        | Palmela                 | SEAT Alhambra | Fábrica propiedad de Volkswagen               | 3.015     |
| Eslovaquia      | Bratislava              | SEAT Mii electric | Fábrica propiedad de Volkswagen               | 8.257     |
| República Checa | Kvasiny                 | SEAT Ateca | Fábrica propiedad de Škoda                    | 4.500     |
| República Checa | Mladá Boleslav          | SEAT Toledo IV | Fábrica propiedad de Škoda                    | 24.936    |
| Alemania        | Wolfsburg               | SEAT Tarraco | Fábrica propiedad de Volkswagen               | [ 65 ]    |
| Argelia         | Suroeste de Argel       | Refuerzo de producción para África y exportaciones SEAT Ibiza V, SEAT León III y SEAT Arona, junto a otros modelos del Grupo VW                                                                                          | Fábrica propiedad de Volkswagen y Sovac S.P.A | [ 65 ]    |

### Ventas
| Modelo                                            | 1998    | 1999    | 2000    | 2001    | 2002    | 2003    | 2004    | 2005    | 2006    | 2007    | 2008    | 2009    | 2010    | 2011    | 2012    | 2013    | 2014    | 2015    | 2016    | 2017    | 2018    | 2019    | 2020    |
| ------------------------------------------------- | ------- | ------- | ------- | ------- | ------- | ------- | ------- | ------- | ------- | ------- | ------- | ------- | ------- | ------- | ------- | ------- | ------- | ------- | ------- | ------- | ------- | ------- | ------- |
| SEAT Marbella                                     | 2,337   | -       | -       | -       | -       | -       | -       | -       | -       | -       | -       | -       | -       | -       | -       | -       | -       | -       | -       | -       | -       | -       | -       |
| SEAT Arosa                                        | 38,338  | 46,410  | 28,403  | 22,980  | 19,627  | 13,814  | 9,368   | -       | -       | -       | -       | -       | -       | -       | -       | -       | -       | -       | -       | -       | -       | -       | -       |
| SEAT Mii                                          | -       | -       | -       | -       | -       | -       | -       | -       | -       | -       | -       | -       | -       | 990     | 18.815  | 28.900  | 25.707  | 24.291  | 19.522  | 15.410  | 13.129  | 13.252  | 7.818   |
| SEAT Ibiza / SEAT Ibiza SC / SEAT Ibiza ST        | 180,775 | 194,245 | 199,279 | 188,427 | 197,311 | 220,497 | 183,754 | 168,645 | 183,848 | 172,206 | 192,470 | 173,715 | 189,083 | 191.183 | 167.496 | 154.100 | 145.753 | 152.433 | 151.424 | 152.294 | 136.058 | 125.345 | 81.521  |
| SEAT Inca                                         | 17,226  | 19,221  | 16,328  | 15,207  | 11,802  | 7,982   | -       | -       | -       | -       | -       | -       | -       | -       | -       | -       | -       | -       | -       | -       | -       | -       | -       |
| SEAT Inca Kombi                                   | 7,708   | 8,573   | 5,534   | 5,316   | 3,879   | 2,150   | -       | -       | -       | -       | -       | -       | -       | -       | -       | -       | -       | -       | -       | -       | -       | -       | -       |
| SEAT Córdoba / SEAT Córdoba Vario                 | 108,749 | 111,894 | 97,685  | 78,770  | 58,646  | 59,348  | 46,821  | 37,568  | 31,058  | 29,747  | 20,439  | 4,861   | -       | -       | -       | -       | -       | -       | -       | -       | -       | -       | -       |
| SEAT Leon / SEAT Leon SC / SEAT Leon ST           | -       | 6,080   | 93,123  | 91,939  | 93,606  | 96,536  | 90,850  | 98,130  | 126,511 | 120,630 | 96,761  | 66,368  | 79,462  | 80.736  | 71.295  | 114.518 | 150.133 | 161.981 | 165.148 | 169.951 | 158.332 | 151.851 | 111.922 |
| SEAT Altea / SEAT Altea XL / SEAT Altea Freetrack | -       | -       | -       | -       | -       | -       | 67,125  | 65,174  | 58,288  | 71,377  | 54,770  | 32,791  | 43,351  | 42.329  | 28.644  | 23.700  | 18.548  | 12.385  | 395     | 731     | 9       | -       | -       |
| SEAT Toledo                                       | 42,325  | 105,818 | 59,480  | 47,645  | 39,503  | 36,026  | 38,962  | 20,600  | 8,613   | 4,744   | 5,484   | 571     | -       | -       | 1.236   | 20.974  | 16.105  | 18.375  | 17.500  | 13.439  | 10.422  | 5.171   | 358     |
| SEAT Exeo / SEAT Exeo ST                          | -       | -       | -       | -       | -       | -       | -       | -       | -       | -       | 369     | 22,981  | 23,108  | 19.559  | 12.142  | 6.500   | 21      | -       | -       | -       | -       | -       | -       |
| SEAT Alhambra                                     | 21,300  | 27,440  | 23,924  | 26,524  | 26,308  | 23,693  | 21,580  | 14,902  | 14,352  | 14,242  | 10,282  | 6,215   | 10,023  | 18.139  | 19.110  | 20.000  | 22.283  | 27.304  | 30.683  | 31.206  | 22.301  | 23.704  | 15.466  |
| SEAT Arona                                        | -       | -       | -       | -       | -       | -       | -       | -       | -       | -       | -       | -       | -       | -       | -       | -       | -       | -       | -       | 6.739   | 98.923  | 123.721 | 91.555  |
| SEAT Ateca                                        | -       | -       | -       | -       | -       | -       | -       | -       | -       | -       | -       | -       | -       | -       | -       | -       | -       | -       | 24.031  | 78.661  | 78.227  | 98.475  | 68.774  |
| SEAT Tarraco                                      | -       | -       | -       | -       | -       | -       | -       | -       | -       | -       | -       | -       | -       | -       | -       | -       | -       | -       | -       | -       | 226     | 32.559  | 22.231  |
| Producción total anual                            | 418,758 | 519,681 | 523,756 | 476,808 | 450,682 | 460,046 | 458,460 | 405,019 | 422,670 | 412,946 | 380,575 | 307,502 | 349.000 | 353.936 | 321.002 | 355.004 | 390.500 | 400.037 | 408.700 | 468.431 | 517.627 | 574.078 | 399.645 |

## Liderazgo de SEAT

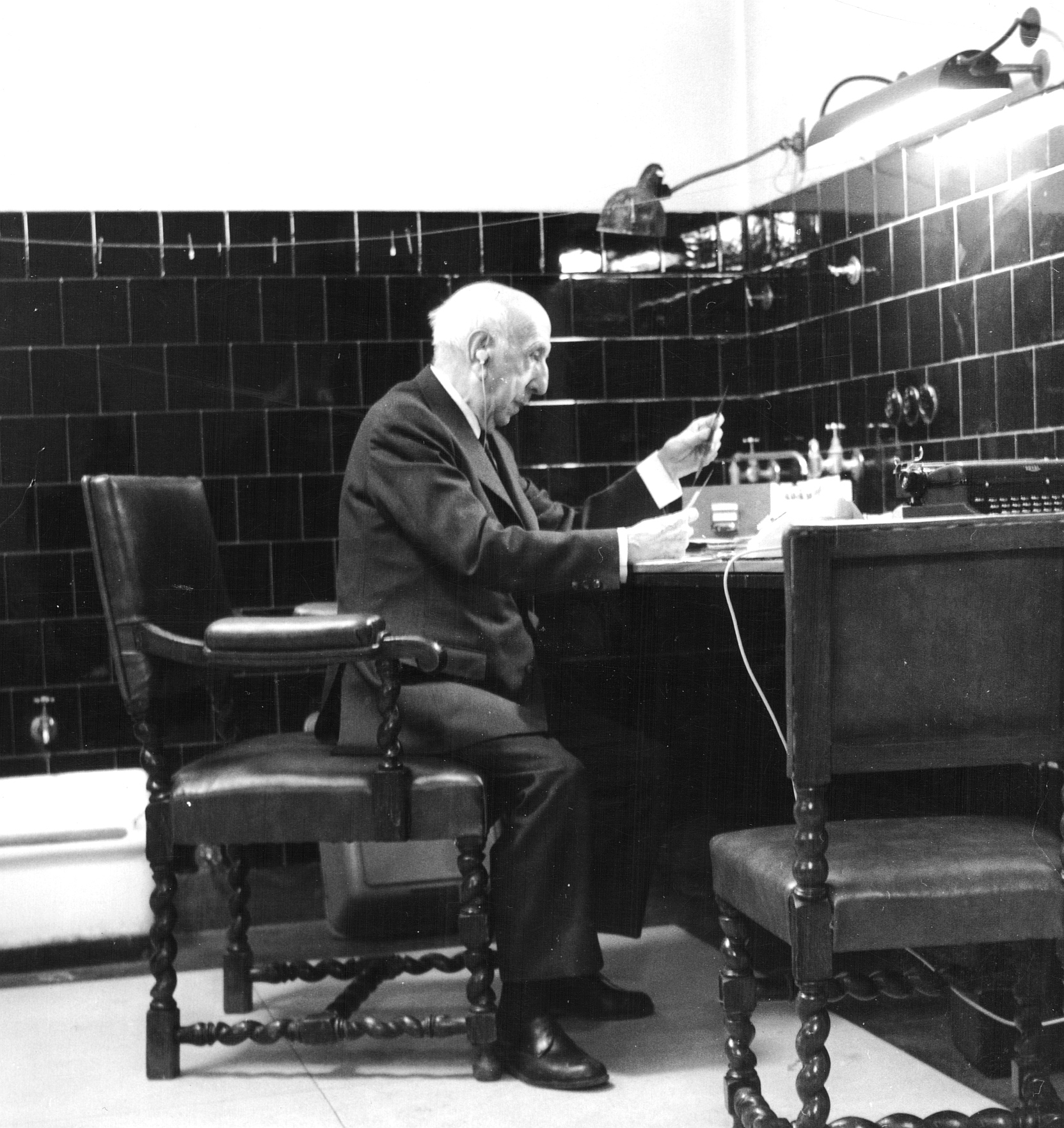
José Ortiz-Echagüe Puertas, primer presidente de SEAT hasta el año 1967. Posteriormente, en 1976 fue nombrado presidente honorario de por vida.

Como subsidiaria del Grupo Volkswagen, todos los presidentes de SEAT son nombrados después de la aprobación del consejo de administración del grupo :
| Desde                              | Hasta                              | Persona(s)                        |
| ---------------------------------- | ---------------------------------- | --------------------------------- |
| Desde 1950                         | Hasta mayo de 1967                 | José Ortiz-Echagüe                |
| Desde mayo de 1967                 | Hasta febrero de 1977              | Juan Sánchez Cortés               |
| Desde febrero de 1977              | Hasta diciembre de 1983            | Juan Miguel Antoñanzas Pérez-Egea |
| Desde enero de 1984                | Hasta septiembre de 1993           | Juan Antonio Díaz Álvarez         |
| Desde octubre de 1993              | Hasta noviembre de 1993            | Peter Walzer                      |
| Desde noviembre de 1993            | Hasta diciembre de 1996            | Juan Llorens Carrió               |
| Desde enero de 1997                | Hasta junio de 1999                | Pierre-Alain de Smedt             |
| Desde el 18 de junio de 1999       | Hasta el 30 de junio del 2000      | Bruno Adelt                       |
| Desde el 1 de julio del 2000       | Hasta el 6 de marzo del 2002       | Bernd Pischetsrieder              |
| Desde el 7 de marzo del 2002       | Hasta el 30 de septiembre del 2006 | Andreas Schleef                   |
| Desde el 1 de octubre del 2006     | Hasta el 31 de agosto del 2009     | Erich Schmitt                     |
| Desde el 1 de septiembre del 2009  | Hasta 30 de abril del 2013         | James Muir                        |
| Desde el 1 de mayo del 2013        | Hasta 25 de septiembre del 2015    | Jürgen Stackmann                  |
| Desde el 25 de septiembre del 2015 | Hasta 7 de enero de 2020           | Luca de Meo                       |
| Desde el 7 de enero del 2020       | Hasta 26 de septiembre de 2020     | Carsten Isensee                   |
| Desde el 26 de septiembre del 2020 | Actual                             | Wayne Griffiths                   |

## Marketing
Junto a sus campañas de publicidad en televisión y prensa, SEAT patrocina eventos deportivos. Desde 2010 está presente en redes sociales con el Canal SEAT España en YouTube, la página oficial de SEAT España en Facebook, y el perfil oficial de SEAT en Twitter.

### Patrocinio
- Mundial España 1982.
- Equipo Ciclista SEAT Orbea 1986.[96]
- Olimpiadas Barcelona 1992:

SEAT, coche oficial de las Olimpiadas de Barcelona 92: era el eslogan que uso para patrocinar los JJ. OO. SEAT colaboró en 1992 con las Olimpiadas de Barcelona, poniendo a disposición del COOB’92 más de 2000 vehículos, todos ellos decorados en color blanco para el evento olímpico. La gran mayoría de las unidades eran SEAT Toledo, ya que fue el modelo elegido como coche oficial para los juegos. y que compusieron la flota de transporte de la familia olímpica. Se realizó una selección entre cinco mil conductores, en cuya inscripción participó también el RACC. Como los conductores voluntarios eran los verdaderos anfitriones y embajadores (acompañando a colectivos y personas de todos los lugares del mundo), una vez terminada la selección, eran formados específicamente, para conseguir un alto nivel de calidad del servicio prestado. Durante la celebración del IV Open SEAT, entre otras personalidades, asistió Juan Antonio Samaranch, presidente del COI y en el transcurso de su visita, recibió por parte del vicepresidente comercial de SEAT, Juan José Díaz Ruiz, una reproducción en cerámica del SEAT Toledo Olímpico, y una medalla que tenía grabado la silueta del Toledo, el vehículo oficial de los Juegos Olímpicos de Barcelona 92, vehículo que transportó a toda la familia olímpica. En el certamen de Expomóvil 92, que reunió a 630 expositores de 25 países, destacó el stand de post-venta de SEAT, donde se exhibió un Toledo Olímpico. El responsable de post-venta, en aquellos momentos presentó entre otras novedades la supergarantía y el Sistema ELSA, que informatizaba el servicio al cliente. Lindford Christie y Colin Jackson tuvieron la oportunidad, como parte del patrocinio de SEAT U.K.’s al equipo Olímpico de Gran Bretaña, de conducir un SEAT Toledo. También en las Olimpiadas un SEAT Toledo Eléctrico (prototipo desarrollado por la marca, y presentado a nivel mundial en los JJ.OO) fue el encargado de acompañar la antorcha olímpica.

Logotipo oficial de los Juegos Olímpicos de Barcelona 92.
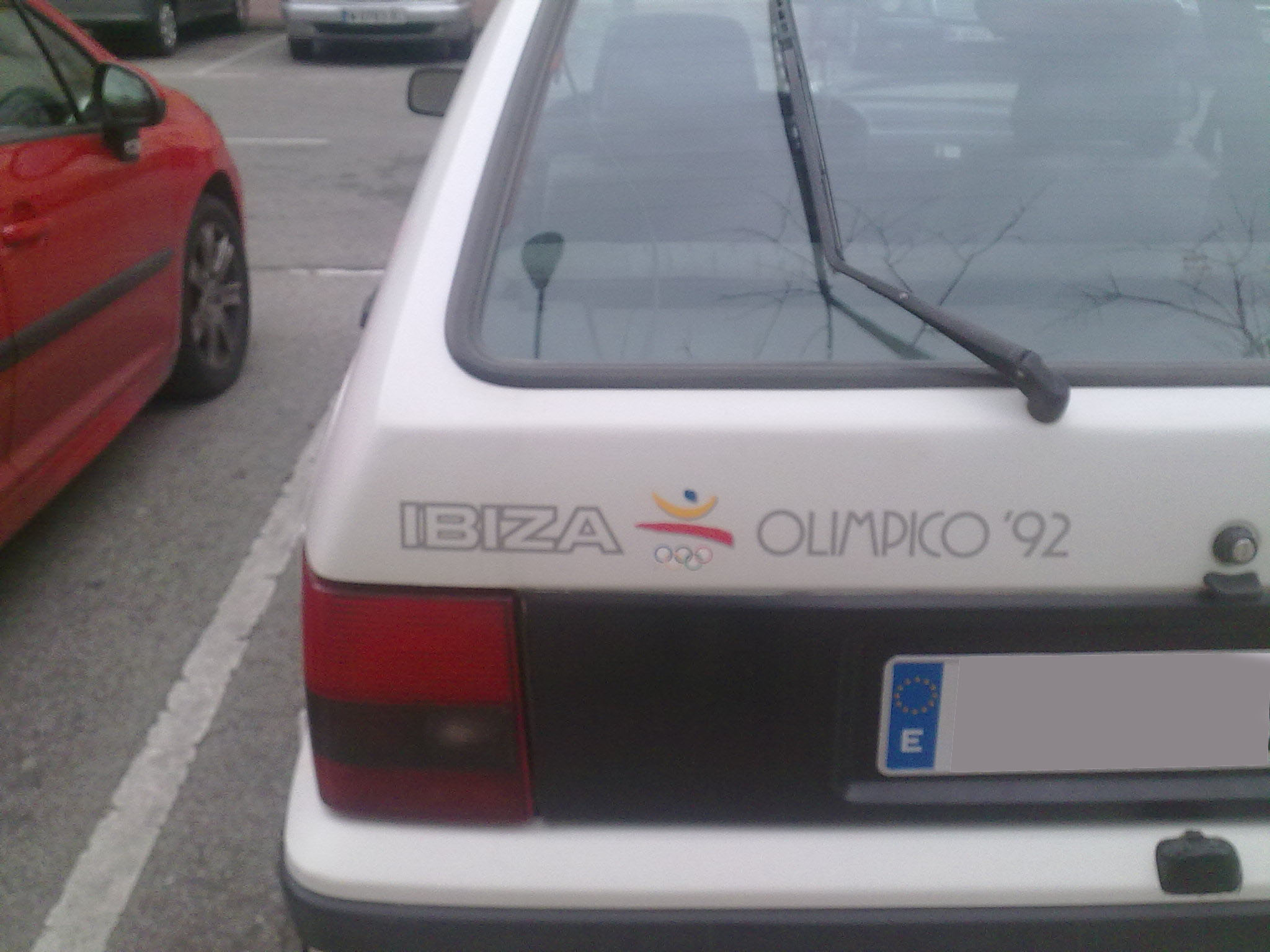
Serie especial que SEAT lanzó a la venta durante los Juegos Olímpicos ; el SEAT Ibiza Olímpico '92.
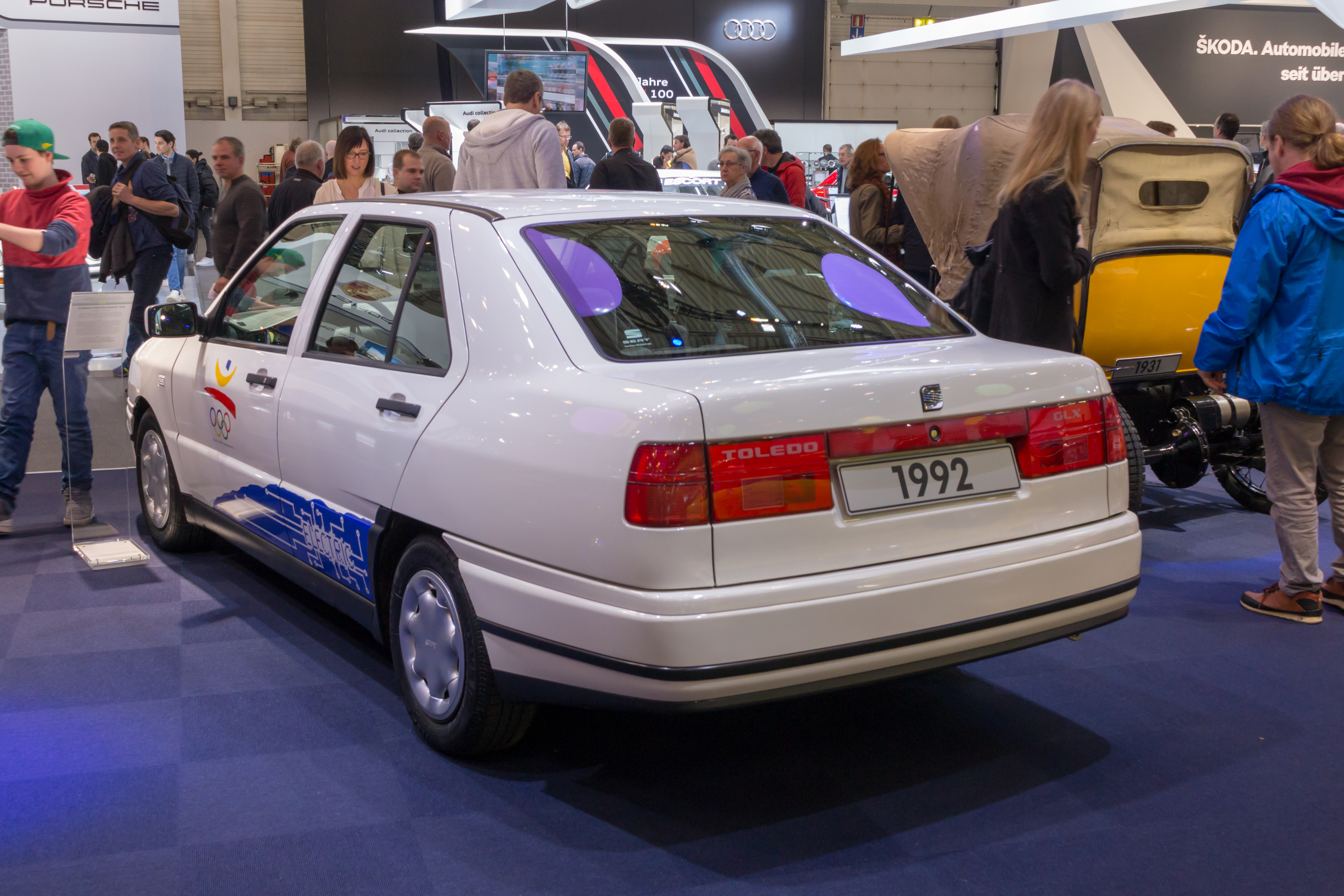
Como promoción e innovación por parte de SEAT, se lanzó como prototipo el Toledo Eléctrico, siendo usado como coche antorcha en los Juegos Olímpicos.

Ser Oro Olímpico, en los Juegos Olímpicos de Barcelona, es el resultado de muchos años de trabajo. SEAT quiso premiar este esfuerzo, con un modelo exclusivo al que únicamente los vencedores tuvieron derecho. El SEAT Toledo Pódium: "Sólo para los campeones españoles", el coche equipaba el motor 2.0i 8v de 115 CV, con una pintura única (gris bicolor), y la parte inferior en un tono más claro que la superior. Tenía full-equipe, placa distintiva Pódium, con un interior muy exclusivo tapicería de cuero beige, con apoyabrazos tanto delantero como trasero y parte inferior del salpicadero y algún detalle más en beige con inserciones de madera en volante y pomo de madera, teléfono incorporado en el apoya-brazos delantero. Además trae un añadido trasero en la parte baja del parachoques trasero, siendo similar al acabado GT, pero orientado al confort y a la elegancia. El corredor Fermín Cacho, medalla de oro en 1500 metros lisos, se llevó un SEAT Toledo Pódium, de esta serie limitada a 20 ejemplares con matrícula propia.
SEAT también sacó modelos especiales por las Olimpiadas de Barcelona, que se comercializaron como el SEAT Ibiza Olímpico o el SEAT Toledo Sport de 1992 (una edición especial deportiva del Toledo que salió en marzo de 1992 y que estuvo poco más de un año en venta; salió con el eslogan "Toledo Sport, SEAT deportivo". Solo salió en 3 colores de carrocería a elegir: rojo, blanco y negro, y se diferenciaba de los demás Toledos en que los parachoques equipaban una moldura negra más ancha que servía para una protección mejor, además de darle un toque distinto, junto con las letras de "Sport" que tiene en las puertas y en el portón trasero, faros antiniebla y alerón. Los motores eran el 1.8 l de 98 CV y el 2.0 l de 115 CV. En las Olimpiadas de Barcelona, el príncipe de Asturias condujo una unidad del Toledo Sport en color rojo.
- Open Conde Godo de Tenis desde 1995.[99]
- Copa del Rey, desde 2010
- UEFA Europa League.[100]
- Red Bull Air Race World Series.
- Guapa Tour SEAT La Oreja de Van Gogh (2006).
- Gira europea "Oral Fixation Tour" de Shakira (Catch the Fever) (2007).
- Masters de París 2009.
- Rock in Rio Madrid (2010).
- Primavera Sound 2017
- Festa al Cel 2010.[101]
- Black Eyed Peas en Barcelona (2010).
- Open 500 de Valencia (2010).
- Gira europea "Sale el Sol" de Shakira (Good Stuff) (2010/2011).
- CSIO Barcelona 2011.[102]
- Munster Rugby,en Irlanda.
- Copa Junior de Rugby, en Irlanda.
- Shamrock Rovers FC, en Irlanda (2012).
- Sensation White, en Rusia (2012).
- Ha patrocinado a los siguientes equipos de fútbol españoles (2012 - presente): Sevilla FC, Real Betis, Athletic Club, Valencia CF, Real Zaragoza, Villarreal. En la Bundesliga alemana, desde 2013/2014 al equipo Eintracht Braunschweig.
- 45° trofeo de la S.A.R Princesa Sofía, en Mallorca (2014).

- IV Congreso Internacional de Compliance (2019)
- Primavera Sound 2019
- Sónar 2019
- Copa del Rey 2019
- Patrocinador y vehículo oficial de la selección española femenina de fútbol
- Esponsor oficial de la 23.ª edición de la plataforma internacional de moda 080 Barcelona Fashion en 2019

## Controversias
Para reducir costes relacionados con la fabricación e importación de los modelos, se rumoreó que desde 2010 se fabricaría en la planta de Volkswagen de México (localizada en el estado de Puebla) el Córdoba de segunda generación, sin embargo, esto nunca llegó a concretarse. Esto resultó ser incierto, ya que la finalización de producción y venta del SEAT Córdoba se decidió en el año 2009.
En 2015 se vio afectada por el escándalo de su matriz alemana Grupo Volkswagen AG, por el caso Dieselgate; consistente en la falsificación de emisiones a la atmósfera de NOx y CO2 mediante un dispositivo electrónico creado con tal fin para sus propulsores Diesel TDI, de cualquier cilindrada en todas las marcas y modelos del grupo que los aplicasen. El fraude de emisiones se investigó en primera instancia, en Estados Unidos y a posteriori en Europa. La afectación es a nivel mundial, la empresa montó 700 000 motores trucados, lo que representan el 6,3 % del total de los vehículos afectados.
SEAT recibió críticas por falta de presencia de la lengua catalana en la web, los servicios multimedia y por incumplimientos legales en Cataluña al no disponer de los manuales de instrucciones en catalán como estipula la Ley 22/2010, de 20 de julio, del Código de consumo de Cataluña. Actualmente, la compañía ofrece todos sus manuales en las lenguas cooficiales del país.
El origen de la marca española, así como el significado y la pronunciación del acrónimo SEAT en países de habla inglesa, puede dar lugar a equívocos que el periodista británico Jeremy Clarkson utilizó  dando lugar a un pequeño altercado diplomático.

## Cronología de SEAT

### Años 50

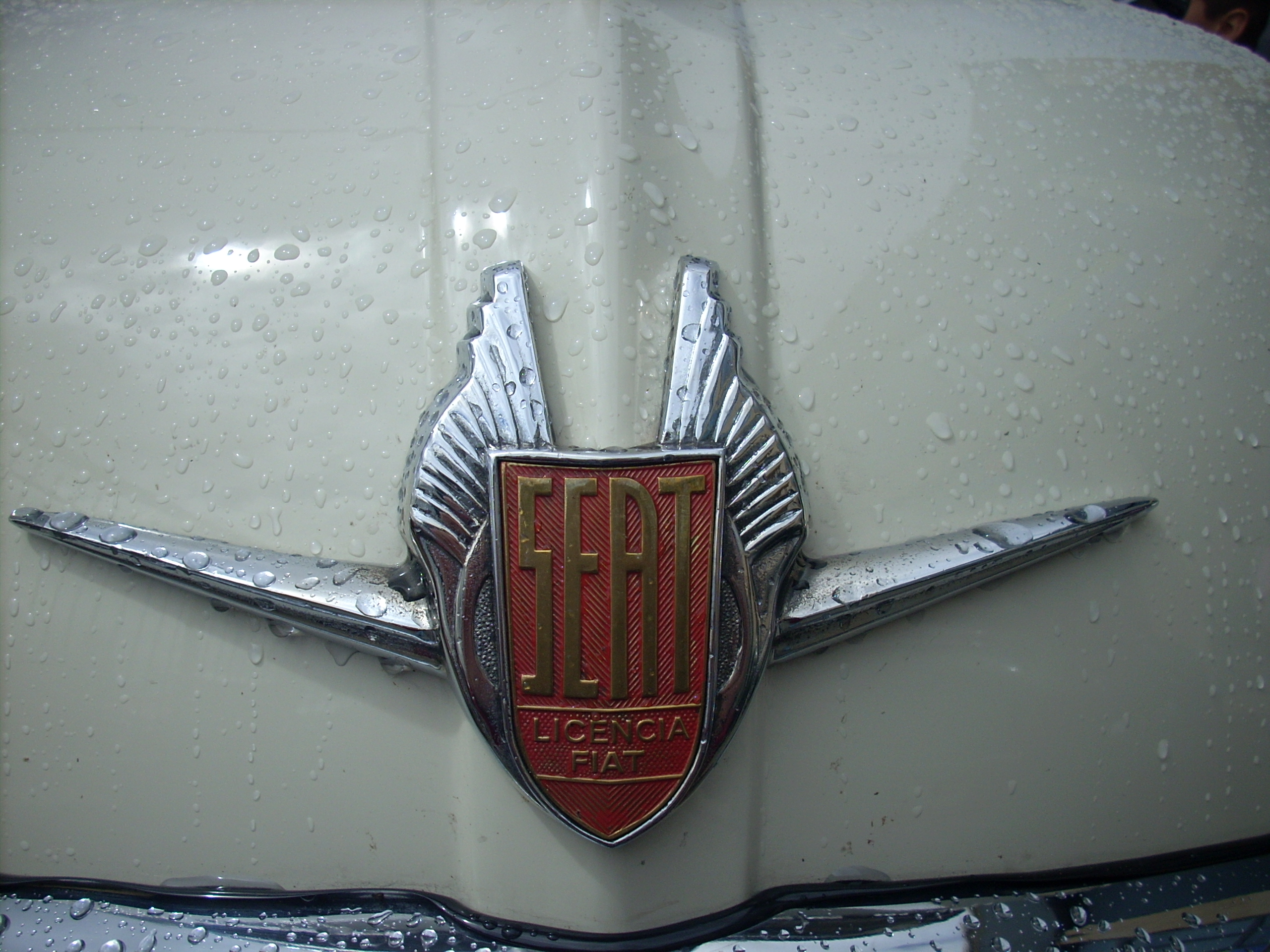
Logotipo de SEAT desde 1953 hasta 1962.

- 1950: Se constituye la Sociedad Española de Automóviles de Turismo, S.A., con un capital de 600 millones de pesetas, en el que participan el Instituto Nacional de Industria (INI) con el 51 % y seis bancos con el 42 %. Fiat aporta el 7 % restante y su licencia de fabricación. Comienzan las obras de la fábrica en la Zona Franca de Barcelona.

- 1951: Se instala maquinaria, así como la primera línea de montaje, soldadura, pintura, etc. en una superficie de 20 hectáreas de la Zona Franca. SEAT fomenta la industria auxiliar, apenas existente, para limitar las importaciones.

- 1953: El 5 de junio se inicia la fabricación. El 13 de noviembre sale de las cadenas de montaje el primer coche SEAT: un 1400, matrícula B-87.223, con una producción diaria de 5 coches y una plantilla de 925 personas.

- 1954: SEAT logra que su fabricación sea española en un 93 %, con una producción de 2500 coches y una plantilla de 1700 personas. Se presenta una nueva versión del 1400, el 1400-A.

- 1955: Se inaugura oficialmente la fábrica, cuya superficie es de casi 200 000 m². La producción sobrepasa los 7000 coches. Aparece la segunda versión del 1400A.

- 1956: Se contratan 1000 trabajadores más y se ponen en marcha nuevas secciones fabriles. Se alcanza el objetivo de producir 10 000 coches/año, con un promedio de 42 unidades/día. Salen de la factoría las primeras unidades del nuevo 1400-B.

- 1957: En abril de 1957 comienza la fabricación del 600 y con él se inicia en España la etapa de la motorización masiva con una plantilla de 5000 personas.

- 1958: El 600 multiplica su producción por seis.

- 1959: Se firma el primer Convenio Colectivo de la Compañía.

### Años 60

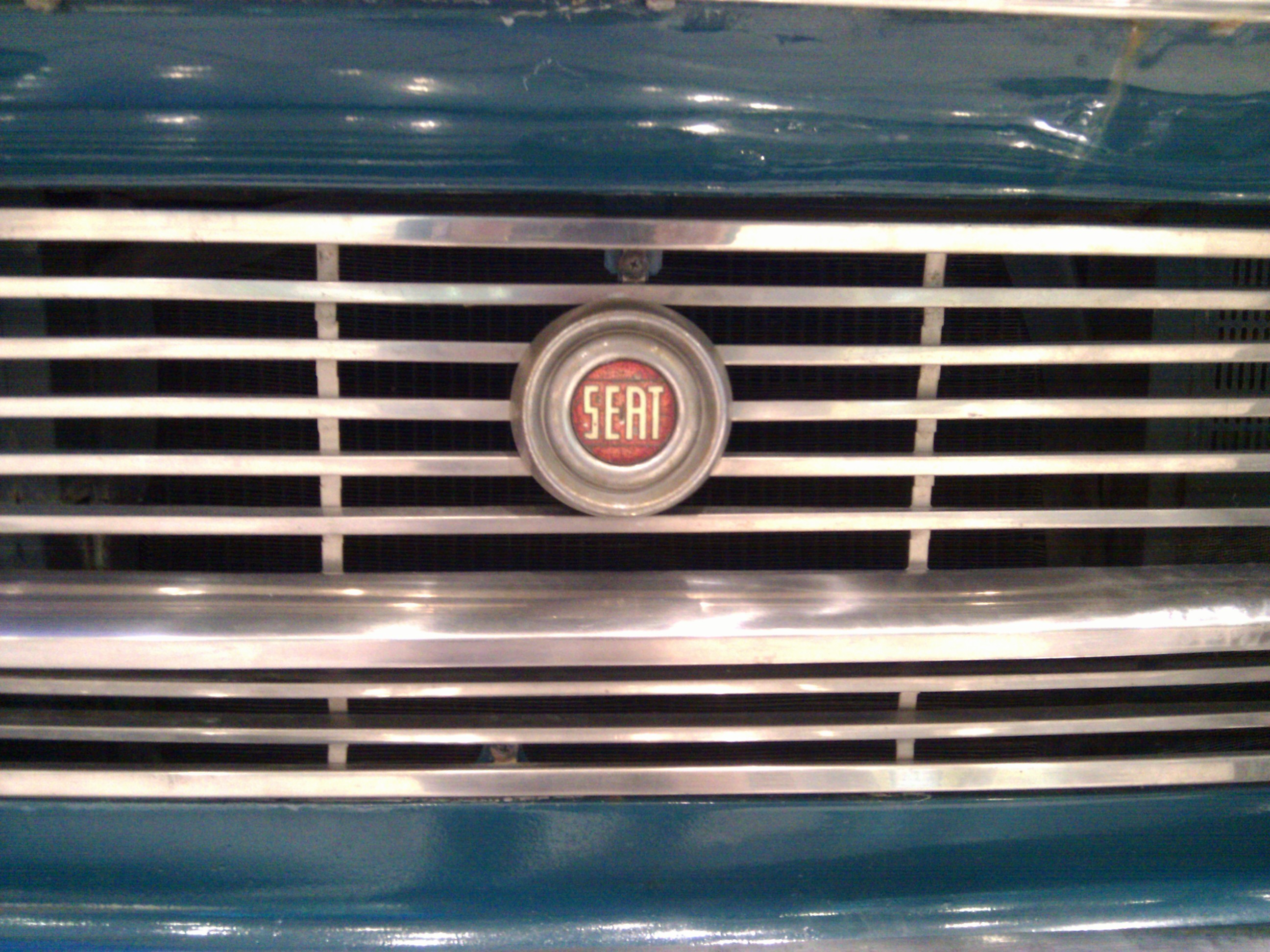
Logotipo de SEAT desde 1968 hasta 1975.

- 1960: Se fabrican más de 30 000 coches al año,alcanzando la cifra de 100.000 unidades en producción acumulada. Se lanza al mercado el SEAT 1400-C.

- 1961: Producción de 36.000 coches/año.

- 1962: Instalación de la maquinaria para la fabricación del 1500.

- 1963: La producción se eleva hasta los 47.000 coches/año. Presentación de los nuevos SEAT 1500, el 600-D, y el 800.

- 1964: Se inaugura la sede central en Madrid (España). La plantilla total es de casi 10.000 personas y la producción diaria de 300 coches. La empresa empieza a estar entre las grandes fábricas europeas de automóviles.

- 1965: SEAT hace su primera exportación (simbólica, por la alta demanda del mercado interior): Colombia se convierte en el primer país en recibir, por vía aérea, los modelos SEAT. Se lanza el 1500 Familiar. La producción anual supera las 100.000 unidades.

- 1966: Sale de fábrica el SEAT 500.000. Se presenta el modelo 850.

- 1967: La producción del 850 llega a 400 coches/día,elevando la plantilla en 14.500 personas. Nace FISEAT para financiar las ventas a plazos de coches de la marca.

- 1968: En mayo se lanza el modelo 124,con una capacidad de producción de 200.000 coches/año. Una mujer resultó ganadora de 1 millón de pesetas en el concurso Un millón para el mejor y SEAT la nombró madrina del SEAT 124 en el Salón Internacional del Automóvil. El ministro de Industria le hizo entrega a la mujer de uno de estos coches.[109]

- 1969: La plantilla se incrementa hasta más de 20 000 personas. Se inician las exportaciones en volúmenes de cierta relevancia, que alcanzan, este año, 3500 coches. Lanzamiento del 1500 versión 69, el 1430 y el 124 Cinco Puertas. El 14 de julio sale de fábrica el SEAT 1.000.000: un 124 "Lujo" de color amarillo. La marca sorteó este coche entre todos los empleados de la empresa, correspondiéndole el mismo a un empleado de la sección 190, y regaló a sus empleados una medalla conmemorativa con la fecha de fabricación del modelo.[110][111]

### Años 70
- 1970: Se presenta el 124 Sport Coupe 1600. Las exportaciones se multiplican por diez.

- 1971: SEAT se sitúa en cabeza del ranking de la industria española. Las exportaciones superan los 55.000 coches. Nace la Fórmula 1430, para monoplazas de competición.

- 1972: En abril se lanza el 127, del que se venderán 50.000 unidades en los primeros seis meses. Primeras instalaciones provisionales del futuro Centro Técnico.

- 1973: El 3 de agosto finaliza la fabricación del 600, habiéndose alcanzado una producción acumulada de casi 800.000 unidades. Este mismo año se lanza el 132 y el 1430 Especial 1600. Las exportaciones sobrepasan las 78.000 unidades, siendo los países europeos más desarrollados sus principales destinatarios. Se inician las obras de construcción del Centro Técnico.

- 1974: Se produce el SEAT 2.000.000. La cifra de ventas de la empresa se acerca a los mil millones de dólares, por lo que SEAT se sitúa en octavo lugar entre los fabricantes europeos. A pesar de la grave crisis por la que atraviesa la industria del automóvil, SEAT continúa sus planes expansivos, adquiriendo las instalaciones que tenía Authi (British Leyland) en Pamplona, y construyendo un importante complejo de fabricación y almacén en Martorell. Se presenta el 127 4 puertas, versión exclusiva de SEAT. Se inicia la fabricación del 133. A finales del año se presentan el 132 restyling y el 127 comercial. La producción se eleva hasta los 1900 coches/día, llegando a tener una plantilla de 30 000 personas.

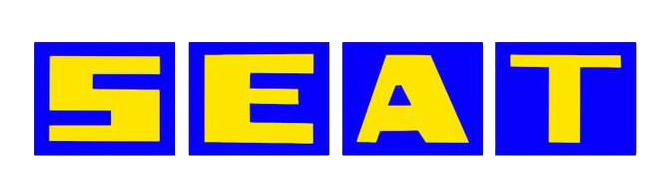
Logotipo de SEAT desde 1975 hasta 1982.

- 1975: A lo largo del año, SEAT ha presentado los nuevos 131 y 133, el 124 versión 5, y el 1200 Sport. La plantilla supera las 33.000 personas. A mediados de año concluye la primera fase de construcción del Centro Técnico (16.000 m²).

- 1976: Sale el primer coche de las cadenas de montaje de Landaben (Pamplona): un 124 D. En marzo, en el Salón de Ginebra se presenta el SEAT 3.000.000: un 127 de 4 puertas. A primeros de abril fue presentado el 131 de 5 puertas.

- 1977: SEAT saca al mercado versiones renovadas del 127, tanto en acabados como en modificaciones técnicas. A pesar del bajo crecimiento de la economía en Europa, la industria internacional del automóvil ha continuado la recuperación. La red SEAT ya tiene 1.130 puntos de venta y asistencia en España.

- 1978: SEAT produce el 127 con motor para gasolina "Normal", de bajo octanaje.

- 1979: Se fabrica el SEAT 4.000.000. La compañía inicia un progresivo acercamiento a la estructura del Grupo Fiat.[112]

### Años 1980
- 1980 : Inesperadamente, Fiat decide no acudir a la ampliación de capital de SEAT -destinada a un ambicioso plan de reestructuración industrial -, rompiendo con una colaboración de 30 años. SEAT daba trabajo a 32.000 personas y su cifra de negocios alcanzaba los mil millones de dólares.

- 1981: Fiat vende al INI su participación en SEAT. Con un 95 % del capital en poder del INI, SEAT se convierte en el primer fabricante de automóviles totalmente español. La empresa prepara una nueva estrategia y comienza a desarrollar sus propios productos (Ronda, Ibiza, Málaga y Marbella).

- 1982: Se firman acuerdos de cooperación industrial y comercial con Volkswagen. SEAT producirá 120.000 unidades/año, de las cuales 50.000 serán exportadas, y comercializará en España los coches producidos o importados de las marcas VW y Audi. Se adopta una nueva identidad corporativa, de acuerdo con su nueva dimensión, estructuras y planes futuros.

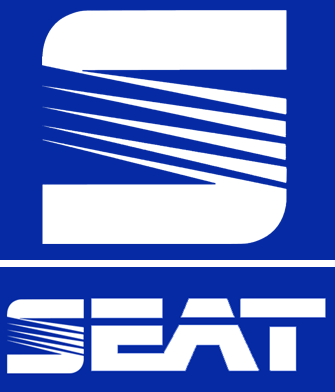
Logotipo de SEAT desde 1982 hasta 1990.

- 1983: Se produce el SEAT 5.000.000. Se inicia la producción del VW Passat en la fábrica de Zona Franca. Se lanzan los modelos Fura y Ronda. Las exportaciones alcanzan las 85.542 unidades al final del año.

- 1984: Sale de la línea de montaje de la fábrica de Zona Franca el Ibiza n.º 1, el primer coche de la nueva generación de SEAT enteramente español. Se inicia la producción del VW Polo en la fábrica de Pamplona. Las exportaciones crecen un 76% en relación con el año precedente.

- 1985: Se presenta el Málaga, la versión de tres volúmenes del SEAT Ronda. Salen de la cadena de montaje los primeros VW Polo Classic y VW Santana producidos por SEAT. La producción del Polo alcanza las 100.000 unidades.

- 1986: Se fabrica el SEAT 6.000.000. En junio, Volkswagen adquirió el 51% de las acciones de SEAT, convirtiéndose en la tercera marca del Grupo VW. A finales de año, el consorcio alemán incrementa su participación en SEAT hasta un 75%. Se presenta la versión de 5 puertas del Ibiza. Se lanza el Marbella y se inicia la producción de su versión comercial, la Terra, con motor gasolina. Al finalizar el año, SEAT S.A. cuenta con una plantilla de 22.197 empleados. Se funda la sociedad deportiva SEAT Sport.

- 1987: Nuevo récord histórico de la producción anual: más de 400.000 unidades/año. Las exportaciones del año llegan a casi 250.000 coches. Se producen los primeros VW Polo Coupé en Pamplona. Se lanza el Málaga Inyección y la gama del Ibiza se enriquece con la versión SXI (Inyección). La plantilla aumenta hasta los 23.543 empleados.

- 1988: Sale de la cadena de montaje el Ibiza 500.000. Por primera vez, desde 1977, SEAT presenta resultados positivos: 1.860 millones de pesetas. La producción anual supera las 430.000 unidades. Las ventas de la marca SEAT son de 324.737 vehículos, destacando el modelo Ibiza con 189.572 unidades vendidas. El 27 de junio SEAT se convierte en socio colaborador y proveedor de los Juegos Olímpicos de Barcelona '92.

- 1989: Presentación del "Proto T" en el Salón de Fráncfort. Se inicia la construcción de la nueva fábrica de Martorell, que será una de las más modernas de Europa. Se presentan las versiones con catalizador del Ibiza. La producción llega a las 474.149 unidades (récord histórico de la sociedad). La producción diaria fue de 2162 coches / día — Barcelona 1591 unidades/día y Pamplona 571 —. La productividad por empleado fue de 20 coches / año / trabajador (era de 8,9 coches / año/ empleado en 1981). Las ventas se sitúan por encima de las 500.000 unidades/año. Los resultados del Grupo SEAT alcanzan los 7.862 millones de pesetas, superando ampliamente los obtenidos en el ejercicio anterior.[113]

### Años 1990

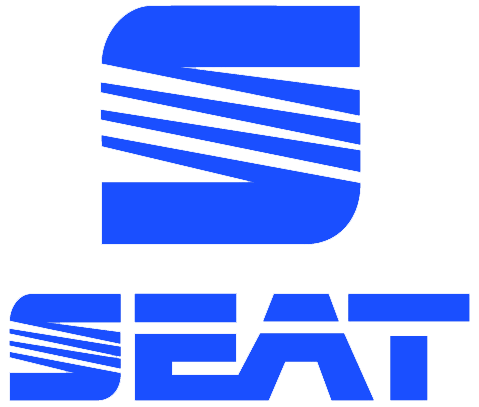
Logotipo de SEAT desde 1990 hasta 1999.

- 1990: En el Salón de Ginebra, celebrado en el mes de marzo, SEAT presenta el "Proto TL", una evolución del "Proto T", y en el Salón de París el "Proto C", tercer prototipo futurista de SEAT. En octubre, se firma un acuerdo con el Banco Europeo de Inversiones (BEI), en donde se concede a SEAT un préstamo por valor de 1500 millones de marcos al cambio de la época, destinado principalmente a la futura fábrica de Martorell y al lanzamiento de nuevos modelos. El acuerdo disponía que el crédito se desembolsaría en tres tramos, los cuales se efectuaron los años 1990, 1991 y 1993. El día 13 de noviembre, se fabrica el SEAT 8. 000.000, que coincide con la celebración de los 37 años de producción de la empresa y llegando a tener un récord histórico de la producción anual de más de medio millón de unidades. VW adquiere nuevas acciones de SEAT hasta alcanzar el 99,99% del capital. SEAT Sport' 'inaugura sus nuevas instalaciones en un terreno de 6.000 metros cuadrados y una superficie edificada de 1.500 metros cuadrados.

- 1991: SEAT lanza el Ibiza New Style en febrero coincidiendo con que sale de la cadena de montaje el Ibiza un millón. El día 4 de mayo, con motivo del Salón del Automóvil de Barcelona, se presenta mundialmente el SEAT Toledo y se inicia su comercialización. En el Salón del Automóvil de Fráncfort celebrado en septiembre, SEAT presenta el prototipo Marbella Playa y la versión Ibiza Sport Line 1.7, listo para su comercialización. Este año SEAT S.A. batió de nuevo su récord de producción, alcanzando la cifra de 552.210 unidades; exportó 260.342 vehículos y facturó 605.000 millones de pesetas. Del total de unidades producidas, 360.510 correspondieron a modelos SEAT, y 191.700 a modelos Volkswagen.

- 1992: Presentación del  Ibiza Serie Olímpica en febrero y del Toledo Sport en marzo. En el Salón de Ginebra se presenta el prototipo SEAT Toledo Exclusive. En los XXV Juegos Olímpicos (julio - agosto) la marca participó como socio colaborador y como patrocinador del Programa de Voluntarios Olímpicos, Ayuda al Deporte Olímpico (ADO’92) y recorrido de la antorcha. Presentó su primer desarrollo de coche eléctrico bajo la carrocería del Toledo en las olimpiadas. Entregó la serie limitada Toledo Pódium a los medallistas de oro olímpico españoles (20 unidades).[114] En el Salón del Automóvil de París de 1992 se presenta el Concepto T. La producción de SEAT, S.A. alcanzó en 1992 las 578.432 unidades, incrementando en un 4,7% (26.222 unidades) la cifra obtenida el año anterior. De ellas, 356.210 unidades correspondieron a la marca SEAT y 222.222 al VW Polo, producido en la factoría de Landaben (Pamplona). Por otra parte, el número de vehículos facturados por SEAT, S.A. alcanzó las 647.159 unidades, un 5,1% más que en 1991. De dicha cifra, 354.521 unidades correspondieron a la marca SEAT y 292.638 a las marcas Volkswagen, Audi y Škoda del propio consorcio Volkswagen.

- 1993: El 22 de febrero, S.M. el Rey, Juan Carlos I inauguró la nueva fábrica de Martorell, con la presencia del Dr. Ferdinand Piëch, presidente del Grupo VW desde el 1 de enero de este año. Durante el mes de marzo se presentó, en el Salón del Automóvil de Barcelona el nuevo Ibiza, con una producción diaria de 530 unidades. En el salón también se presenta el Concepto T Cabrio. En el Salón de Fráncfurt se presenta el Córdoba, que se empieza a comercializar en España a partir del mes de noviembre. Aparece el segundo desarrollo de coche eléctrico, esta vez bajo la carrocería del nuevo Ibiza.

- 1994: SEAT vende la fábrica de Pamplona y la financiera FISEAT a VW. Durante el mes de agosto se culmina el traslado de la línea del Toledo a Martorell, cuyo proceso duró cinco meses. Se presentan el Toledo 2.0 litros 16V y el Ibiza 1.8 litros 16V. El 29 de julio, los gobiernos central y autonómico catalán aprobaron ayudas a SEAT en concepto de I+D por valor de 38.000 millones de pesetas. Se inicia el proceso de reconversión de Zona Franca con la creación de las ‘Business Units’ (Prensas, Fundición, Marbella y Derivados) y se inaugura el Parque de Proveedores. El 21 de octubre se firmó el XIV Convenio Colectivo (94-96). El SEAT Ibiza es "Coche del Año" en España y Portugal.

- 1995: SEAT presenta en el  Salón de Ginebra el prototipo del monovolumen Alhambra, la nueva furgoneta Inca en el Salón de Barcelona y el Córdoba SX en el Salón de Fráncfurt. En mayo sale el vehículo 500.000 fabricado en Martorell, se produce el Toledo TDi y se envían las primeras unidades del Córdoba a Brasil. El Ibiza es "Coche Universitario del Año". El 26 de septiembre, S.A.R. el Príncipe de Asturias conduce fuera de la línea de montaje el coche 10.000.000 fabricado en SEAT. Aparece el tercer desarrollo eléctrico de SEAT bajo la carrocería de la Inca. El Parque de Proveedores de Zona Franca cierra el año con siete empresas instaladas. El 20 de diciembre se firma el acuerdo con el Consorcio de la Zona Franca de Barcelona de aprovechamiento de los terrenos ocupados hasta ahora por SEAT. Al finalizar el año la plantilla de SEAT S.A. es de 12.600 empleados.

- 1996: Presentación mundial del Alhambra en el Salón de Ginebra. En abril sale al mercado el Córdoba SX (2 puertas). En julio SEAT obtiene la certificación de calidad de toda su actividad según la Norma ISO 9000. En noviembre sale de la línea el coche un millón fabricado en Martorell. El Ibiza es elegido "Coche Universitario del Año" por segundo año consecutivo. Se lanza el Ibiza Cupra en el Salón de París. SEAT entra en el mercado ruso. El Ibiza es n.º 1 de ventas en España, con 50.933 unidades vendidas. Se convierte en campeones del mundo de Rallies FIA 2l, con el Ibiza Kit Car en el debut en esta competición,y en patrocinador principal y coche oficial del Open Godó 96. El cierre del ejercicio arroja unos beneficios de 539 millones de pesetas.

- 1997: Se lanza el Toledo TDi de 110 CV. Se presenta el Arosa en el Salón de Ginebra y en marzo se firma el XV Convenio Colectivo para tres años (1997-1999) basado en la flexibilidad laboral. En mayo se presenta en el Salón del Automóvil de Barcelona el Córdoba Vario. El Ibiza es N.º 1 en matriculaciones en España. El Ibiza Kit Car se proclama campeón del mundo de Rallies FIA 2L por segundo año consecutivo. En Fráncfort se presenta el Alhambra TDi 110 CV y el Arosa SDi. En noviembre se fabrica el SEAT 11 millones y en diciembre sale de la línea de montaje el Ibiza 2 millones. Se cierra el ejercicio con unos beneficios de 11.051 millones de pesetas, tras lograr un récord histórico de ventas, con 402.671 unidades. El emblemático SEAT 600 cumple su 40 aniversario.

- 1998: El 7 de abril cesó la producción del Marbella con más de 600.000 unidades fabricadas. En mayo salió de la línea de montaje el primer SEAT Arosa fabricado en Martorell tras el traslado de la producción desde la planta de Wolfsburg (Alemania), siendo una unidad de este modelo el coche 2.000.000 que sale de dicha factoría el día 18 de noviembre. Se presenta el Bolero en el Salón de Ginebra. En el salón de Oporto se presenta el SEAT Córdoba WRC, que debuta en la máxima categoría del mundial en el Rally de Finlandia. SEAT Sport mantiene su hegemonía en la categoría de 2 litros sumando su tercer título mundial consecutivo. Martorell es nombrada "Mejor Fábrica del Consorcio VW en el primer trimestre". En octubre se presenta oficialmente en el Salón de París el nuevo SEAT Toledo, que inaugura un nuevo concepto de estilo e imagen que irá identificando a todos los modelos de la compañía. Las ventas a cliente final de los modelos de la marca SEAT alcanzaron las 431.549 unidades, un 7,2% más que el año anterior. SEAT logró un nuevo récord en ingresos netos, 827.534 millones de pesetas, un 6,9% más que en 1997. Los beneficios ascendieron a 24.462 millones de pesetas, un nuevo récord histórico. La compañía produjo 500.500 vehículos (365.689 modelos SEAT y 134.811 Volkswagen). En la fábrica de Martorell la producción diaria promedio anual ascendió a 2.147 unidades y se alcanzó un máximo de 2250 unidades/día, lo que situó la productividad en 60 coches/empleado/día. La plantilla de SEAT a 31 de diciembre estaba formada por 14.202 trabajadores.

- 1999: En el mes de marzo, en el marco del Salón del Automóvil de Ginebra, SEAT presentó su nueva identidad corporativa, donde el azul dio paso al rojo y plata, unos colores que transmiten con más vigor el perfil entusiasta, joven y deportivo que caracteriza a la marca. En este mismo certamen debutó también el SEAT Toledo Cupra Concept y el SEAT Fórmula, un espectacular concept-car dotado de 240 CV de potencia y capaz de alcanzar los 235 km/h. Dos meses después, en el Salón de Barcelona se presentaron los nuevos modelos Ibiza y Córdoba, así como el Córdoba WRC E2, tecnológicamente aún más depurado que su predecesor. En el Salón del Automóvil de Fráncfort vio la luz el nuevo SEAT León, el primer coche de la historia de la marca dotado de 180 CV, cambio de 6 velocidades y tracción total, con el que SEAT entró en el mayor segmento del mercado europeo; el de los vehículos compactos. SEAT también se convirtió este año, gracias al Arosa 3L, en la primera marca del sur de Europa en disponer de un coche cuyo consumo es inferior a los 3l / 100 KM recorridos. Por lo que se refiere a ventas, SEAT obtuvo por tercer año consecutivo un récord absoluto. En total se vendieron más de 481.000 unidades, lo que supuso un incremento del 11,5 % con respecto a 1998. En el terreno de la competición deportiva, destaca la brillante actuación del Córdoba WRC en su estreno en el Campeonato del Mundo de Rallies. SEAT consiguió dos pódiums en los rallies de Nueva Zelanda y Gran Bretaña, así como su primer scratch en el certamen de Montecarlo. En noviembre, SEAT Sport fichó al campeón francés Didier Auriol para pilotar el Córdoba WRC en la temporada de 2000.[115]

### Años 2000

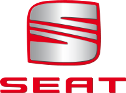
Logotipo de SEAT desde 1999 hasta 2012.

- 2000: El 29 de febrero se presentó en el Salón del Automóvil de Ginebra el SEAT Salsa, un concept-car que inaugura un concepto innovador en el sector del automóvil, el MDC (Multi Driving Concept) que permite al conductor elegir entre tres ambientes: Sport, Confort y City. Según el elegido, cambia la configuración interna del coche. El Salsa, desarrollado íntegramente en el Centro Técnico de Martorell, se caracteriza además por una línea estética suave y atractiva, motor de seis cilindros en V de 250 CV de potencia, caja de cambios Tiptronic y tracción total. En el mes de abril SEAT inició la fabricación del Córdoba en la planta que el Grupo Volkswagen tiene en la localidad de Pacheco (Argentina). La producción inicial prevista asciende a 10.000 unidades al año. El piloto de SEAT Sport, Didier Auriol, al volante del Córdoba WRC E2 logró subir al podio en el Rally de Kenia, tercera prueba puntuable del Campeonato del Mundo de Rallies. La marca colaboró junto a más empresas en el proyecto del vehículo solar denominado Despertaferro.[116]

- 2001: En el Salón del Automóvil de Bolonia, SEAT exhibe el nuevo Ibiza, una nueva generación del coche más carismático de la marca. Presenta el SEAT Tango, un prototipo spider inspirado en los coches deportivos de los 50 y 60, junto con el prototipo del nuevo León CUPRA R de alto rendimiento desarrollado por SEAT Sport.

- 2002: SEAT se integra en el grupo de marcas de Audi, junto a la propia Audi y Lamborghini, dentro de la nueva organización del Grupo Volkswagen. Dr. Andreas Schleef es nombrado nuevo presidente de SEAT. Además, se presenta en el Salón del Automóvil de París el nuevo Córdoba.

- 2003: Es un año de cambios e innovaciones de la mano del SEAT Altea, un vehículo cuyo prototipo se presenta en el Salón de Fráncfort y al que se destinan 582 millones de euros en I+D y a la adaptación del proceso productivo. En palabras del Dr. Andreas Schleef, "el Altea inaugura la nueva era SEAT".

- 2004: Es el año de la consolidación de la "nueva SEAT". Con la presentación mundial del nuevo SEAT Altea en el Salón Internacional de Ginebra, una nueva era empieza oficialmente para la marca. En marzo, celebra por primera vez en la historia de SEAT una jornada de puertas abiertas en la planta de Martorell: más de 41.000 personas visitan las instalaciones, la mayoría de ellas empleados y familiares. En junio, presenta una nueva e innovadora generación del Toledo en el Salón Internacional de París, lo que confirma el cambio de tendencia iniciado por SEAT. Este año se celebra el vigésimo aniversario del Ibiza, con casi 3,3 millones de unidades producidas. Además, la gama del Ibiza se amplía con dos nuevas versiones deportivas: en enero, aparece el FR y en junio, el CUPRA: la versión diésel más potente de toda la gama con 160 CV.

- 2005: El año 2005 está marcado por la introducción del nuevo León presentado en el Salón del Automóvil de Barcelona, junto con su versión de competición el León WTCC. El nuevo León es un éxito inmediato tanto por los diversos premios que recibe como por su excelente aceptación en el mercado. El Salón del Automóvil de Fráncfort es testigo de la presentación mundial del Altea FR: el primer vehículo de la nueva generación en adoptar el exitoso concepto FR. Por su parte, el prototipo del Altea de 2 litros y 170 CV se convierte en el diésel más potente de la historia de SEAT. SEAT Sport culmina una brillante temporada en el Campeonato Mundial de Turismos (WTCC). Obtiene su primer trofeo WTCC tras una tercera posición con la histórica victoria del León WTCC, a tan solo dos meses de su participación en el Campeonato.

- 2006: Inaugura el nuevo edificio corporativo, centralizando así toda la actividad en Martorell. El Sr.Erich Schmitt es nombrado nuevo presidente de SEAT. En mayo, presenta el nuevo León FR en el Salón del Automóvil de Madrid. Dos meses después, en julio, el Salón del Automóvil de Londres es el escenario elegido para la presentación del León Cupra, el coche más potente de la marca hasta la fecha. Por último, en septiembre, muestra el Altea XL en el Salón del Automóvil de París, la versión más familiar de la gama.

- 2007: En 2007 lanza SEAT Service para garantizar la calidad del mantenimiento y estandarizar las reparaciones a nivel global. Ese mismo año SEAT patrocina "Fijación Oral", la gira europea de Shakira, y presenta el León CUPRA "Pies Descalzos" en el Salón Internacional del Automóvil en Ginebra, a la vez que hace una donación a la fundación "Pies Descalzos", dirigida por la cantante colombiana en su país natal. Inaugura el Centro de Desarrollo de Prototipos (PCD), un departamento especializado que combina la etapa virtual y física del desarrollo de prototipos. Abre el Centro de Diseño de SEAT (SDC) en la planta de Martorell: uno de los centros funcionales de diseño más modernos del mundo y punto de partida para la vanguardista visión de futuro de la compañía. En septiembre, causa revuelo en el Salón del Automóvil de Fráncfort al presentar el SEAT Tribu - un original concept car deportivo y práctico - y uno de los vehículos más ecológicos del mercado, el primer SEAT Ibiza Ecomotive. Ese mismo año también introduce el Altea Freetrack, el primer 4x4 de la compañía y que combina un espíritu aventurero con un toque cool muy urbano y elegante.

- 2008: En 2008, lanza el nuevo SEAT Ibiza como coche insignia de la marca e introduce el Ibiza SC, el Ibiza CUPRA y el Ibiza Ecomotive. El nuevo SEAT Ibiza obtiene el máximo de 5 estrellas en la Euroncap, convirtiéndose en uno de los vehículos más seguros del mercado. La campaña de lanzamiento se apoya en el tour europeo de los tres camiones Jewel Transport, que a partir de abril llevan al nuevo SEAT Ibiza por 20 ciudades de Europa. También presenta el Exeo, el segundo turismo de SEAT dentro del segmento D, en el Salón del Automóvil de París. SEAT Sport hace historia, ganando por primera vez la categoría de constructores en el Mundial de Turismos (WTCC) con una flota de coches SEAT León TDI. El piloto francés Yvan Mueller se lleva el título de pilotos en la última carrera de la temporada, celebrada en China.

- 2009: Continuando con la búsqueda de nuevas maneras de crear una conducción sostenible, en 2009 presenta el proyecto León Twin Drive Ecomotive, su primer prototipo de vehículo híbrido que marca un nuevo estándar en rendimiento ecológico. El Salón del Automóvil de Ginebra, celebrado durante el mes de marzo, sirve como telón de fondo para la presentación del Exeo ST y el prototipo del León Ecomotive. Para conmemorar el 25 aniversario del SEAT Ibiza, la marca exhibe la versión "25 Aniversario" de este icónico modelo. El Ibiza Bocanegra, el nuevo León Cupra y el Ibiza FR junto con la versión definitiva del Exeo ST, son presentados y aclamados por el público durante el Salón del Automóvil de Barcelona. En junio se coloca la primera piedra del taller de carrocería para el nuevo Audi Q3, un proyecto que sienta las bases para las futuras innovaciones de SEAT. En septiembre, el Salón del Automóvil de Fráncfort sirve como escaparate para presentar el IBZ, un concept car que anticipa la versión familiar del Ibiza, junto con los modelos Ecomotive del Altea, Altea XL y León, ejemplos de la visión de la futura tecnología del motor. En los deportes, SEAT se proclama una vez más campeón del Mundial de Turismos (WTCC) en las categorías de pilotos y constructores, con Gabriele Tarquini al volante. Por otra parte, SEAT es Patrocinador de la Europa League de la UEFA.[117]

### Años 2010
- 2010: SEAT celebra su 60 aniversario, presentando el SEAT IBE, con tecnología eléctrica. Aparecen los motores ecológicos denominados E-Ecomotive. Se amplia la gama con el nuevo Ibiza ST y la nueva generación del SEAT Alhambra.

- 2011: En el Salón del Automóvil de Fráncfort, SEAT mostró el SEAT IBL, y un pequeño restyling del Exeo. En el Salón del Automóvil de Ginebra se presentó el SEAT IBX, y el nuevo Alhambra 4WD acompañado de la nueva gama COPA.

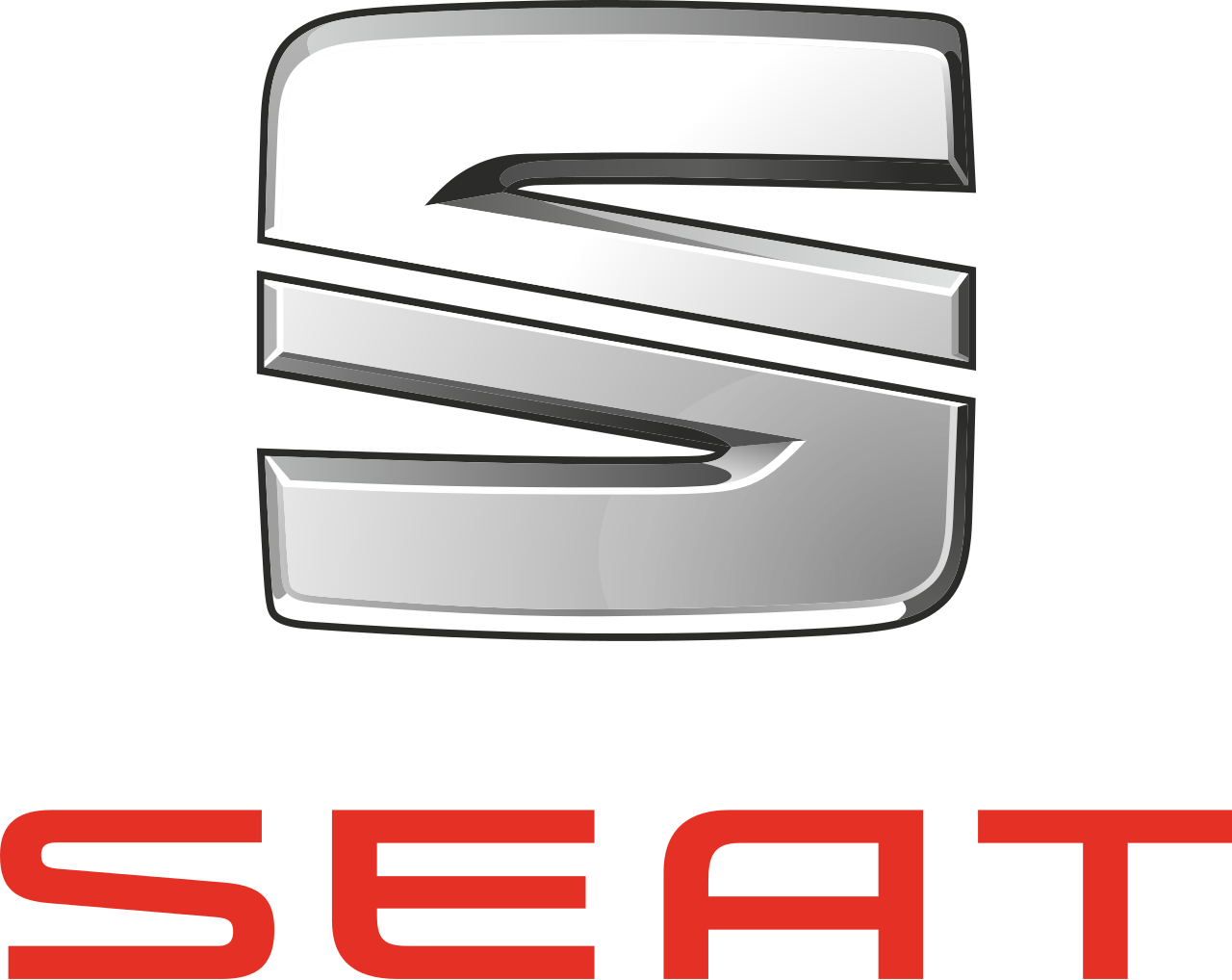
Logotipo de SEAT 2012.

- 2012: Se amplia la gama con el nuevo SEAT Mii. En el Salón del Automóvil de Ginebra se presentó el nuevo eslogan de SEAT "Enjoyneering" (el significado de esta palabra traducido al español es "Tecnología para disfrutar". Posteriormente se puso la traducción hispana debajo de Enjoyneering, que por tema de marketing se decide ponerlo también en inglés).[118] junto con el restyling del Ibiza. En el Salón del Automóvil de París se presentó el regreso del SEAT Toledo, con una nueva generación. Por último, llegaría el nuevo SEAT León que estrenaría el nuevo logotipo de la marca.

- 2013: En el Salón del Automóvil de Ginebra en marzo se presentaron el nuevo Ibiza Cupra y se amplió de la gama León con la novedad el SC; la primera generación del modelo en contar con una variante de 3P. En el Salón del Automóvil de Fráncfort apareció una variante familiar para el León; el ST. Este año se incluye el acabado I-Tech al Altea, Altea XL, Ibiza y León. En Worthersee se mostró el nuevo León Cup Racer, el futuro coche de competición de la marca.

- 2014: En el Salón del Automóvil de Ginebra, en marzo, se presentaron el nuevo León Cupra, con la opción de un paquete llamado Performance Pack, el León ST 4Drive y el Mii by MANGO. En el circuito de Nürburgring, el León Cupra batió el récord de los vehículos de tracción delantera con un tiempo de 7:58.4 minutos. Se incorporó el acabado I-Tech al Toledo, Mii y Alhambra, contando así todos los vehículos SEAT con esta versión. Se celebró el 30 aniversario del modelo Ibiza, que cuenta con una nueva versión especial llamada 30 Aniversario, y se presentó el nuevo SEAT León X-Perience.

- 2015: Se celebra el 40 aniversario del Centro Técnico de SEAT. En el Salón de Ginebra se presenta el Leon ST Cupra y el prototipo gran SUV #20v20, mientras que en el Salón de Fráncfort se presenta el León Cross Sport Concept. La gama incluye un nuevo acabado denominado Connect, debido al acuerdo con Samsung que usa tecnología para los dispositivos móviles. Los modelos Ibiza, Toledo y Alhambra reciben pequeñas mejoras como nuevas llantas, más equipamiento y mejores remates. Se presenta también el acabado FR Line para los modelos Mii, Toledo y Alhambra.

- 2016: El 10 de febrero de 2016, la marca española presenta oficialmente a la prensa el SEAT Ateca, el primer todocamino comercializado por la marca y que se expuso al público en el Salón de Ginebra.[119] Llega el 25 aniversario del Toledo, el 20 aniversario del Alhambra y el 20 aniversario de la gama Cupra.

- 2017: El 31 de enero de 2017, se presentaría el nuevo Ibiza que posteriormente se mostraría en el Salón de Ginebra.[120] También este año sería presentado el nuevo SEAT Arona en el Salón de Fráncfort.

- 2018: El 31 de enero de 2018, SEAT anuncia que Cupra dejará de ser el acabado deportivo para convertirse en la nueva submarca alta de gama de la marca; la presentación oficial de CUPRA llegaría el día 22 de febrero con el Cupra Ateca, su primer modelo, y el prototipo CUPRA Ibiza, incluyendo el nuevo logotipo exclusivo para Cupra en sustitución al de SEAT. La presentación de CUPRA continúa en el Salón de Ginebra con el prototipo Cupra e-Racer. Por otro lado, en China el grupo VW se alía con JAC Motors, donde SEAT es uno de los principales socios, creando una nueva marca y imagen de SEAT denominada SOL.[121] En el Salón de París se presenta el nuevo SEAT Tarraco, el cual estrena nuevos rasgos de diseño que se irán incluyendo en los futuros modelos de la marca.[122]

- 2019: En el Salón del Automóvil de Ginebra, en marzo, se presentaron los concepts SEAT el-Born, SEAT Minimó y Cupra Formentor, además de una edición especial del CUPRA Ateca.[123]

### Años 2020-presente
- 2020 : Se cumple el 70 aniversario de la compañía. En febrero se adelanta en un acto para la prensa la cuarta generación del SEAT León y el Cupra León, que iban a ser presentados en el siguiente salón del automóvil de marzo, anulado por la pandemia de COVID-19. SEAT colabora durante la pandemia utilizando sus instalaciones para fabricar respiradores.[124] En 2020 también presentó su nueva marca de movilidad urbana, SEAT MÓ, cuya sede en Casa SEAT, fue también inaugurada en 2020. Asimismo, inaugura el electromobility Learning Center (eLC) e inicia la construcción del Test Center Energy.